# Mariä Opferung (Frauenchiemsee)

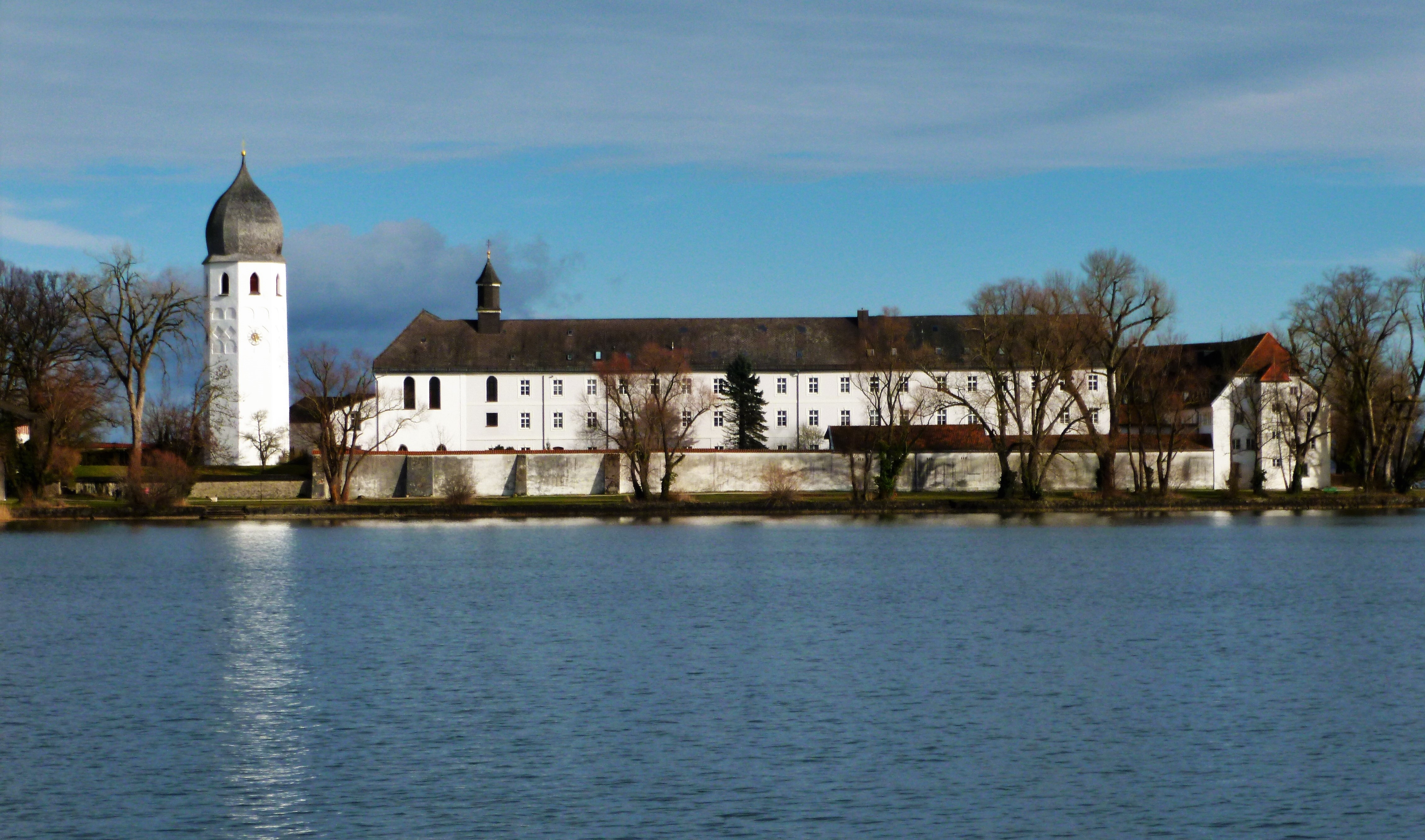
Abtei Frauenwörth

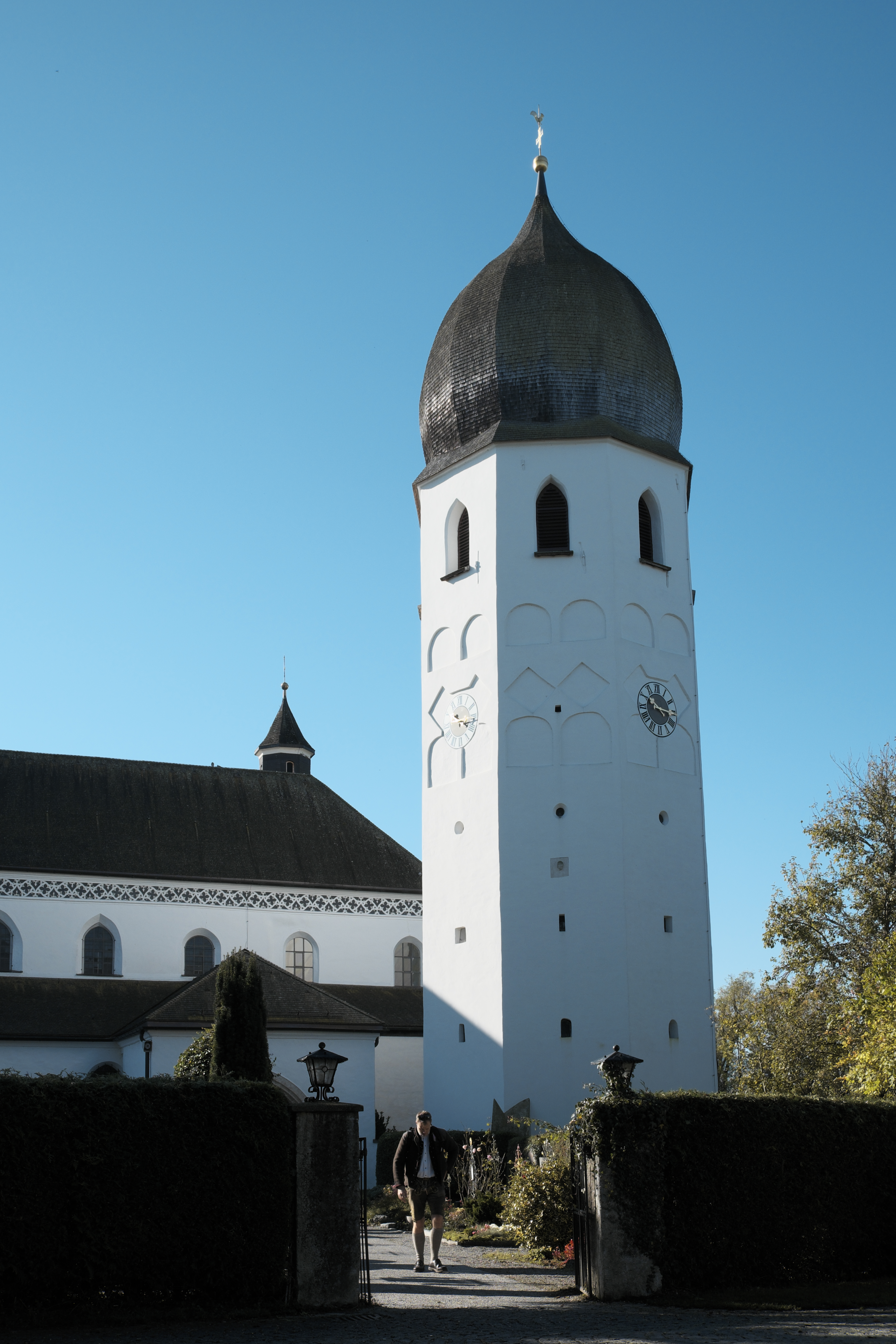
Glockenturm und Kirche

Die römisch-katholische Abtei- und Kuratiekirche Mariä Opferung auf der Fraueninsel in der Gemeinde Chiemsee im oberbayerischen Landkreis Rosenheim wurde vermutlich im späten 11. oder frühen 12. Jahrhundert über karolingischen Grundmauern des 9. Jahrhunderts errichtet. Bereits seit dem 14. Jahrhundert dient die Kirche des Benediktinerinnenklosters Frauenwörth auch den Inselbewohnern als Gotteshaus. In den Jahren 1928 und 1961/62 wurden im Chor romanische Fresken aus der Zeit um 1150 entdeckt und wieder freigelegt. Die Kirche, die dem Tempelgang Mariens geweiht ist, gehört zu den geschützten Baudenkmälern in Bayern.

## Geschichte
Vom karolingischen Vorgängerbau sind Fragmente von mit Flechtwerk verzierten Chorschranken erhalten, wie sie für die Zeit um 800 auch an anderen Orten belegt sind. In den Jahren von 1468 bis 1476 wurden anstelle der ursprünglichen flachen Holzdecken in den drei Schiffen des romanischen Kirchenbaus gotische Stern- und Netzrippengewölbe eingebaut. Die 1606 ausgeführten Gewölbemalereien im Mittelschiff und im Chor wurden im Zuge der Restaurierungsmaßnahmen in den Jahren von 1976 bis 1980 wieder freigelegt. Zwischen 1688 und 1702 wurden die spätgotischen Altäre, mit denen die Kirche im Zuge der gotischen Umgestaltung ausgestattet worden war, durch die heutigen barocken Altäre ersetzt.

## Außenbau
An der Nordseite verläuft unter dem Dachansatz des Hauptschiffes ein gemalter gotischer Fries.

### Glockenturm
Der freistehende Glockenturm gehörte ursprünglich wohl nicht zur Klosteranlage. Vermutlich wurde er in der zweiten Hälfte des 10. oder im 11. Jahrhundert als Wehr- und Fluchtturm errichtet, worauf auch die regelmäßigen, nach allen Seiten gerichteten Fensterluken hindeuten. Erst in späterer Zeit wurde der Turm erhöht und zum Glockenturm ausgebaut. Ungewöhnlich sind sein Durchmesser von 8,80 Metern und seine von Grund auf achteckige Gestalt. Die oberen Geschosse mit ihren Blendfeldern und spitzbogigen Schallfenstern stammen vermutlich aus dem späten 13. oder frühen 14. Jahrhundert. Nach mehreren Bränden erhielt der Turm Ende des 16. Jahrhunderts seine heutige, in späterer Zeit mehrmals erneuerte Zwiebelhaube.
In der Glockenstube hängt ein fünfstimmiges Bronzegeläute (dis1 – fis1 – gis1 – h1 – dis2).

### Vorhalle und Portal

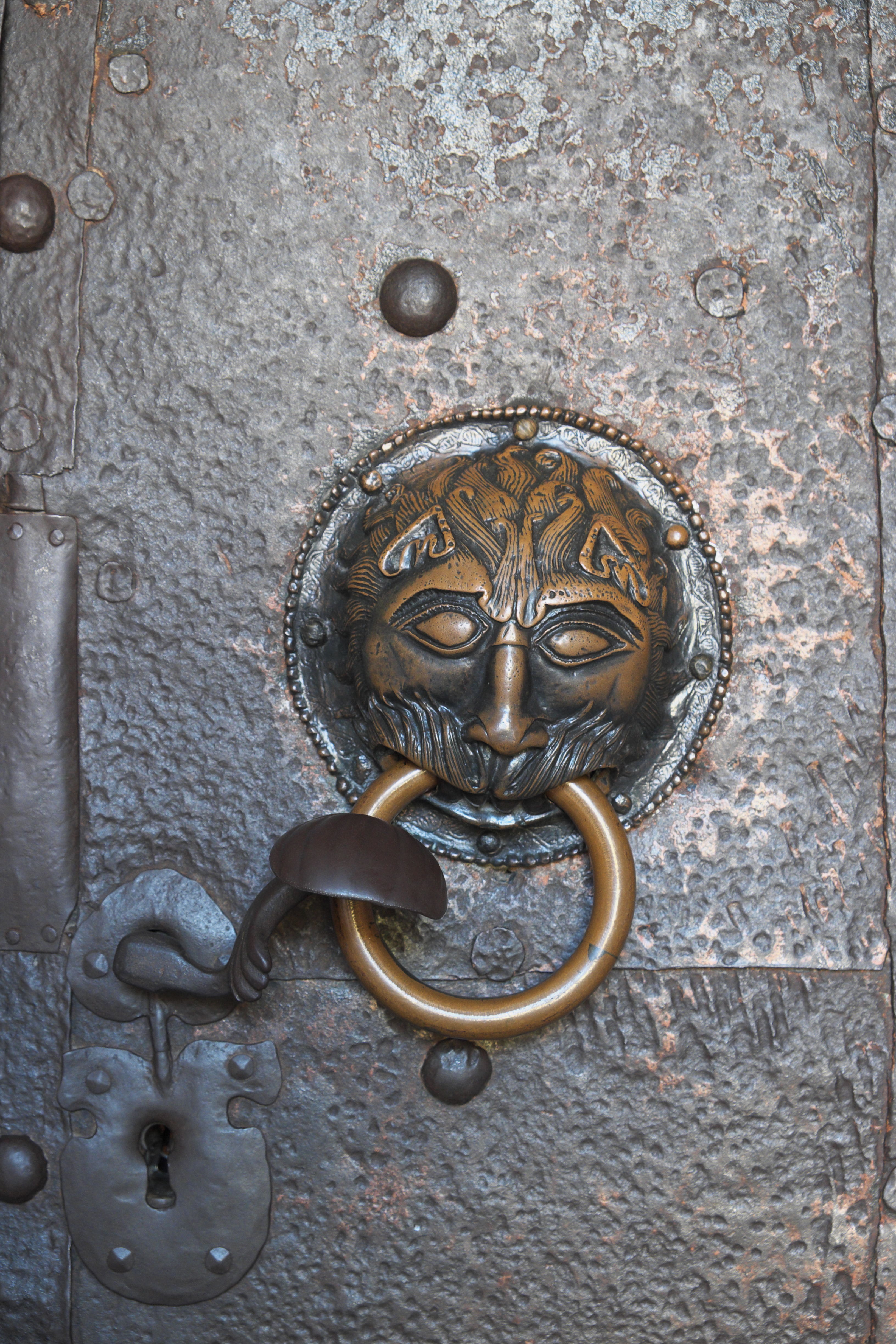
Türzieher

An das nördliche Seitenschiff ist eine Vorhalle mit einem spätgotischen Sternrippengewölbe angebaut, in die ein romanisches Rundbogenportal aus rötlichgrauem Sandstein integriert ist. Vermutlich ist das Portal aus Bestandteilen zweier Portale zusammengesetzt und wurde vielleicht erst beim Umbau der Kirche im Jahr 1464 eingebaut. Das Gewände mit seinen ornamental verzierten Basen und Kämpfern und seinen auf Löwenköpfen stehenden Säulen mit ihren Fratzenkapitellen wird in das 12. Jahrhundert datiert. Türsturz und Tympanon dagegen sind frühromanisch und stammen aus dem 11. Jahrhundert. Der bronzene Türzieher in Form eines Löwenkopfes wird der spätkarolingischen Epoche um 860/866 zugerechnet.

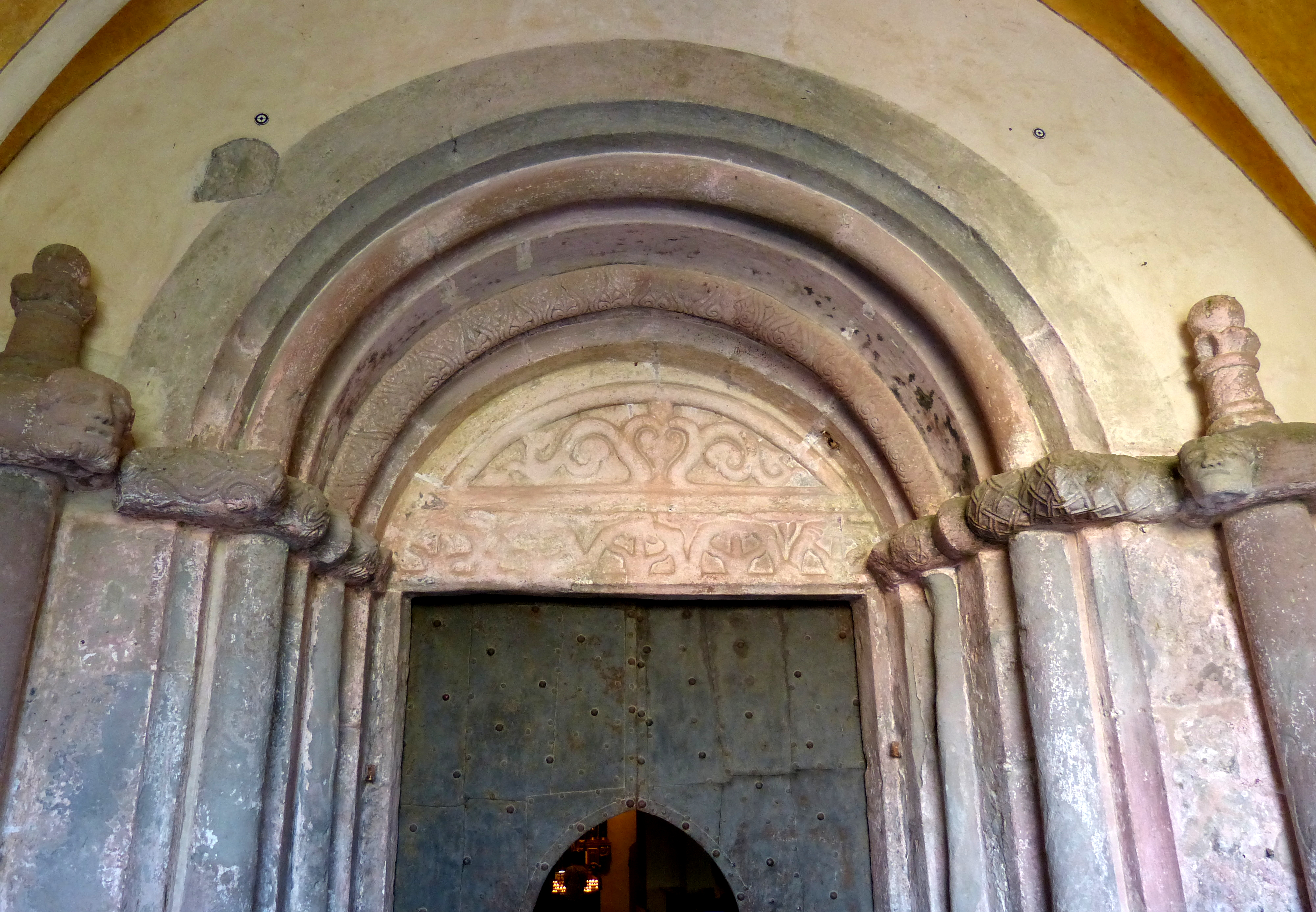
Portal
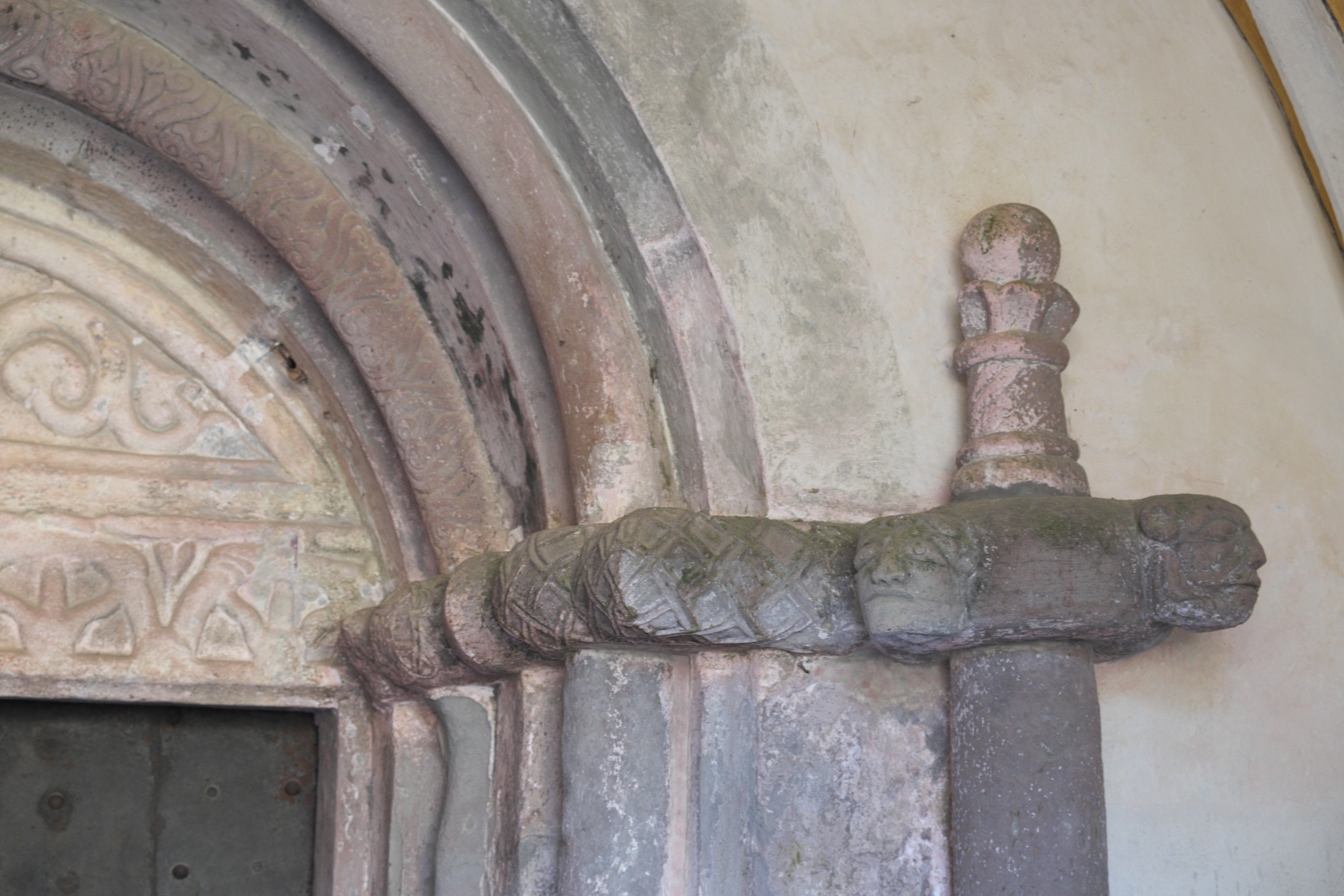
Kämpfer und Fratzenkapitell
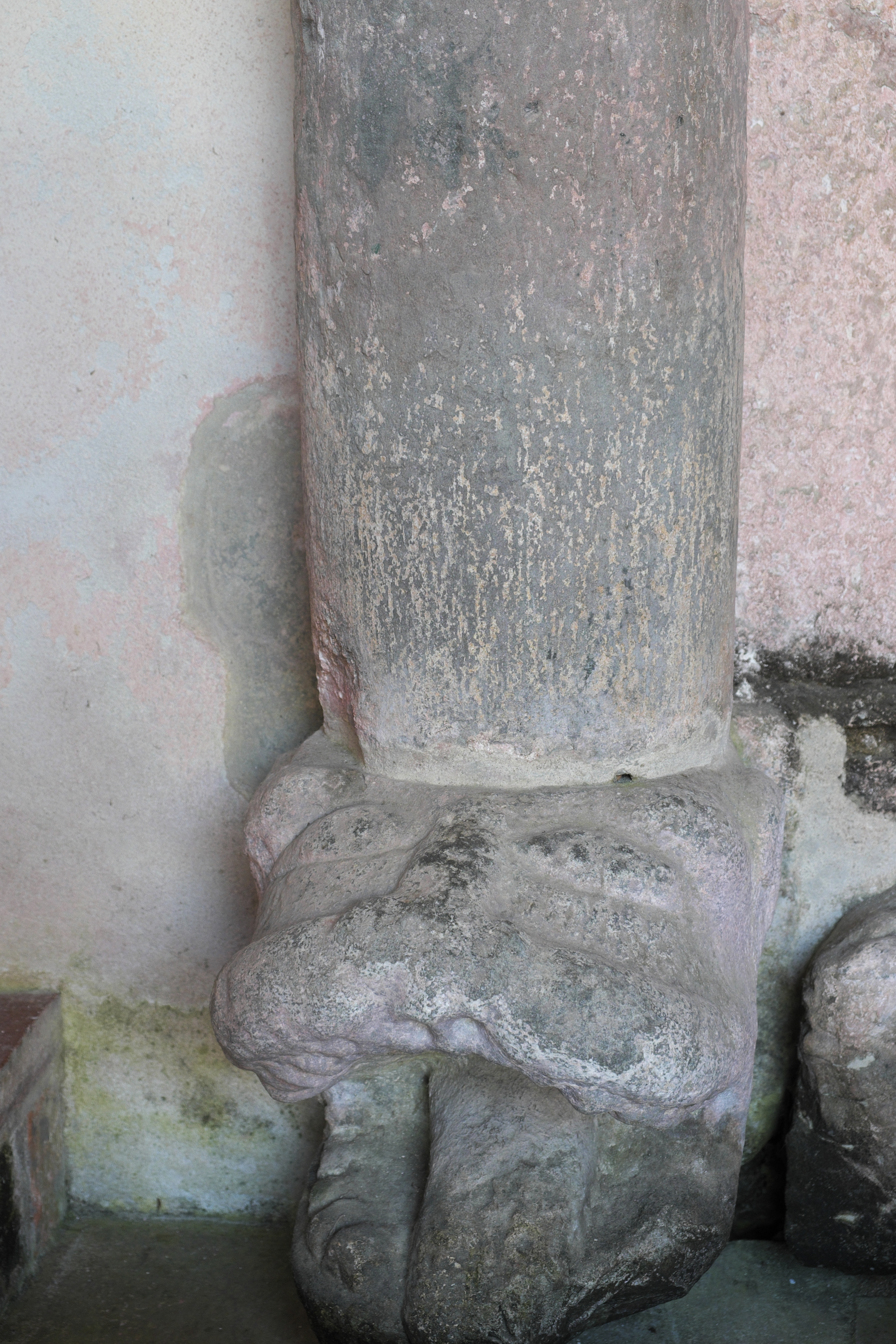
Löwenkopf und Säule

## Innenraum

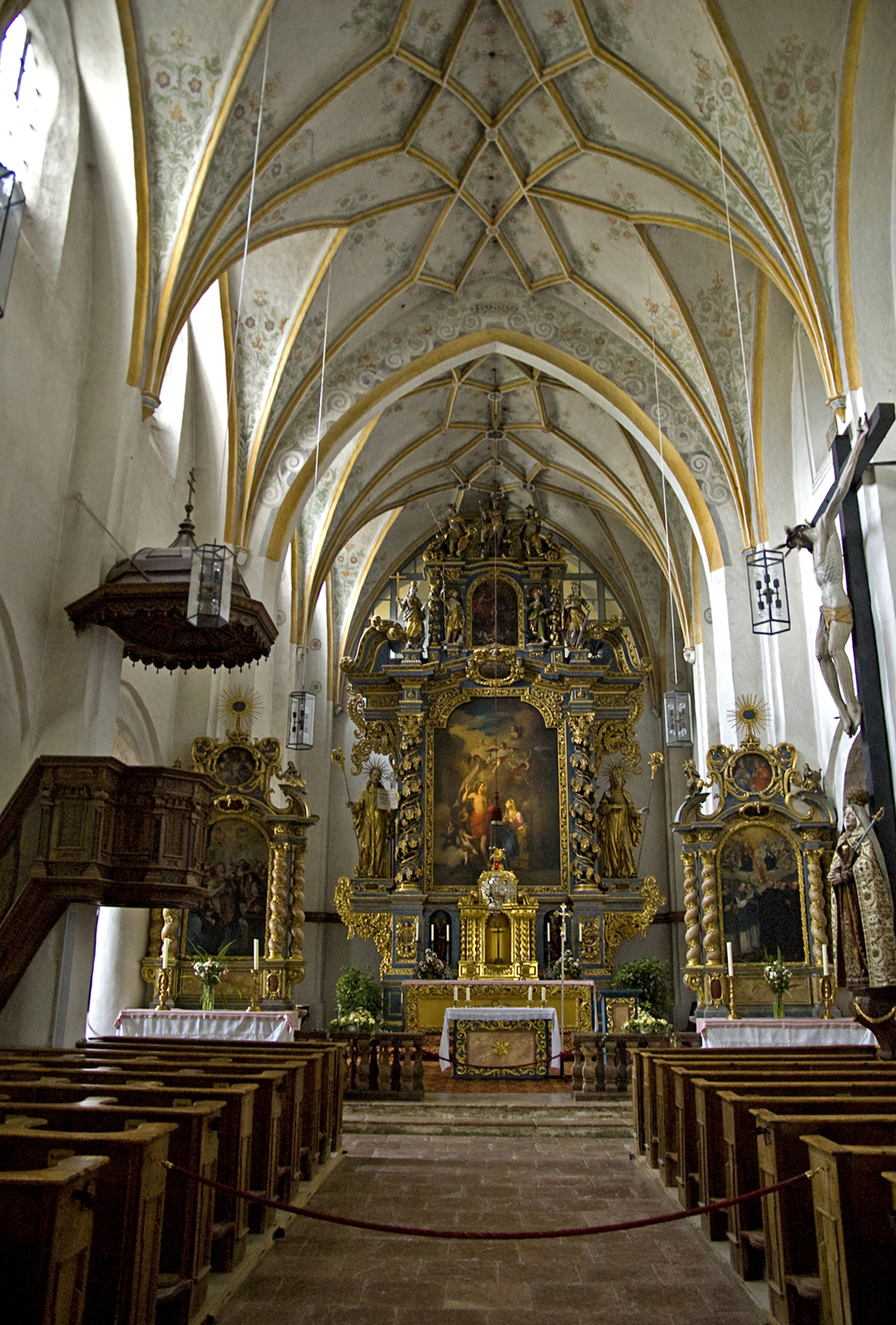
Innenansicht

Der Innenraum stellt sich als querhauslose Basilika mit rechtwinkligem Chorumgang dar. Das dreischiffige Langhaus ist in neun Joche gegliedert. Mittelschiff und Chor werden von Netzrippengewölben gedeckt, die im Chor auf Büstenkonsolen aufliegen. Die Schlusssteine sind mit Wappen verziert, auch eine Madonna mit Kind ist dargestellt. Die Sterngewölbe der Seitenschiffe ruhen auf schlichten Konsolen.

### Johanneskapelle und Irmengardkapelle
Die doppelgeschossige, außen von Strebepfeilern gegliederte Chorscheitelkapelle wurde 1476 errichtet. Die obere Kapelle, die Johanneskapelle, die nur von den Klostergebäuden aus zugänglich ist, hat ihr Aussehen aus der Zeit der Spätgotik bewahrt. Die untere Kapelle, die ursprüngliche Apostelkapelle, wurde zu Beginn des 18. Jahrhunderts im Stil des Barock verändert. Die ornamentalen Gewölbemalereien und die Wandbilder der Maria Immaculata und der vier großen Kirchenväter wurden 1702 ausgeführt. Aus der gleichen Zeit stammt der von Matthias Piechlinger gefertigte Altar. Das Altarblatt, vielleicht von Melchior Steidl, stellt die Ausgießung des Heiligen Geistes dar.
Seit ihrer Seligsprechung im Jahr 1929 wird in der Kapelle Irmgard von Chiemsee verehrt. Damals wurden ihre Gebeine in einen gläsernen Schrein im Unterbau des Altars umgebettet. Irmgard oder Irmengard war die Tochter des ostfränkischen Königs Ludwig des Deutschen, die um 850 im Kloster Frauenchiemsee als erste namentlich bekannte Äbtissin wirkte und im Jahr 866 dort starb.

### Maria-Mitleid-Kapelle

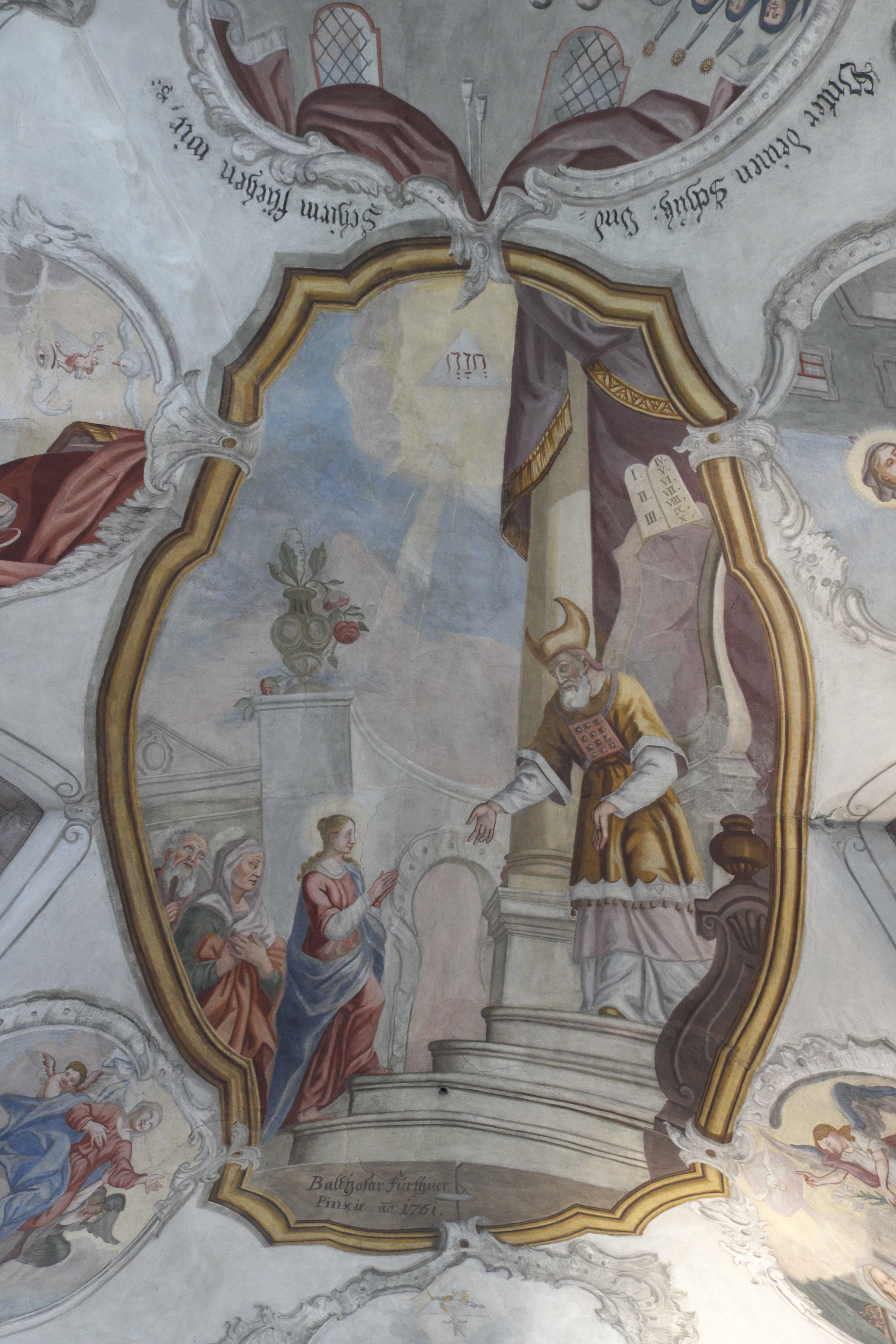
Mariä Tempelgang

An die Nordseite des Chorumgangs schließt sich die Maria-Mitleid-Kapelle an, die im Jahr 1536 geweiht wurde. 1688 wurde die Kapelle barock umgestaltet und 1761 von dem auf der Fraueninsel ansässigen Maler Balthasar Furthner mit Fresken im Stil des Rokoko ausgeschmückt. Das zentrale Deckenbild verweist auf das Patrozinium der Kirche und stellt Mariä Tempelgang dar. Die kleineren Szenen sind Motiven aus dem Marienleben gewidmet wie die Unbefleckte Empfängnis, die heilige Anna bringt Maria der Dreifaltigkeit dar, Mariä Verkündigung, Mariä Heimsuchung und Mariä Himmelfahrt. Auf einem Bild sieht man Nonnen und Mitglieder der 1713 gegründeten Marienbruderschaft, die sich unter den Schutz Mariens stellen.
Der viersäulige Altar wurde 1688 von Matthias Piechlinger geschaffen. Er besitzt einen Aufbau mit Knorpelwerkschnitzerei, die Schnitzfigur einer sitzenden schmerzhaften Muttergottes in der Mittelnische stammt aus der Zeit um 1528.

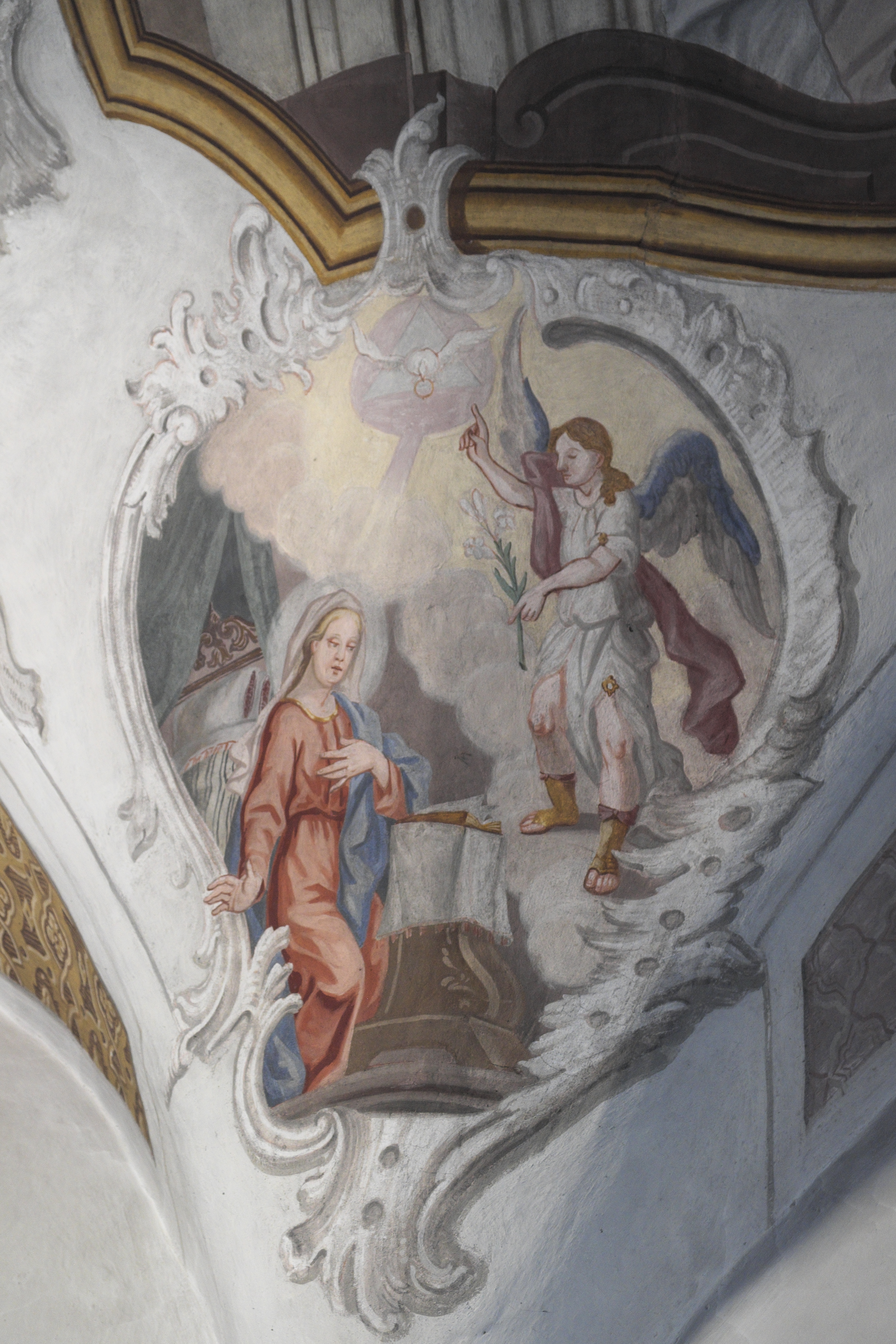
Verkündigung
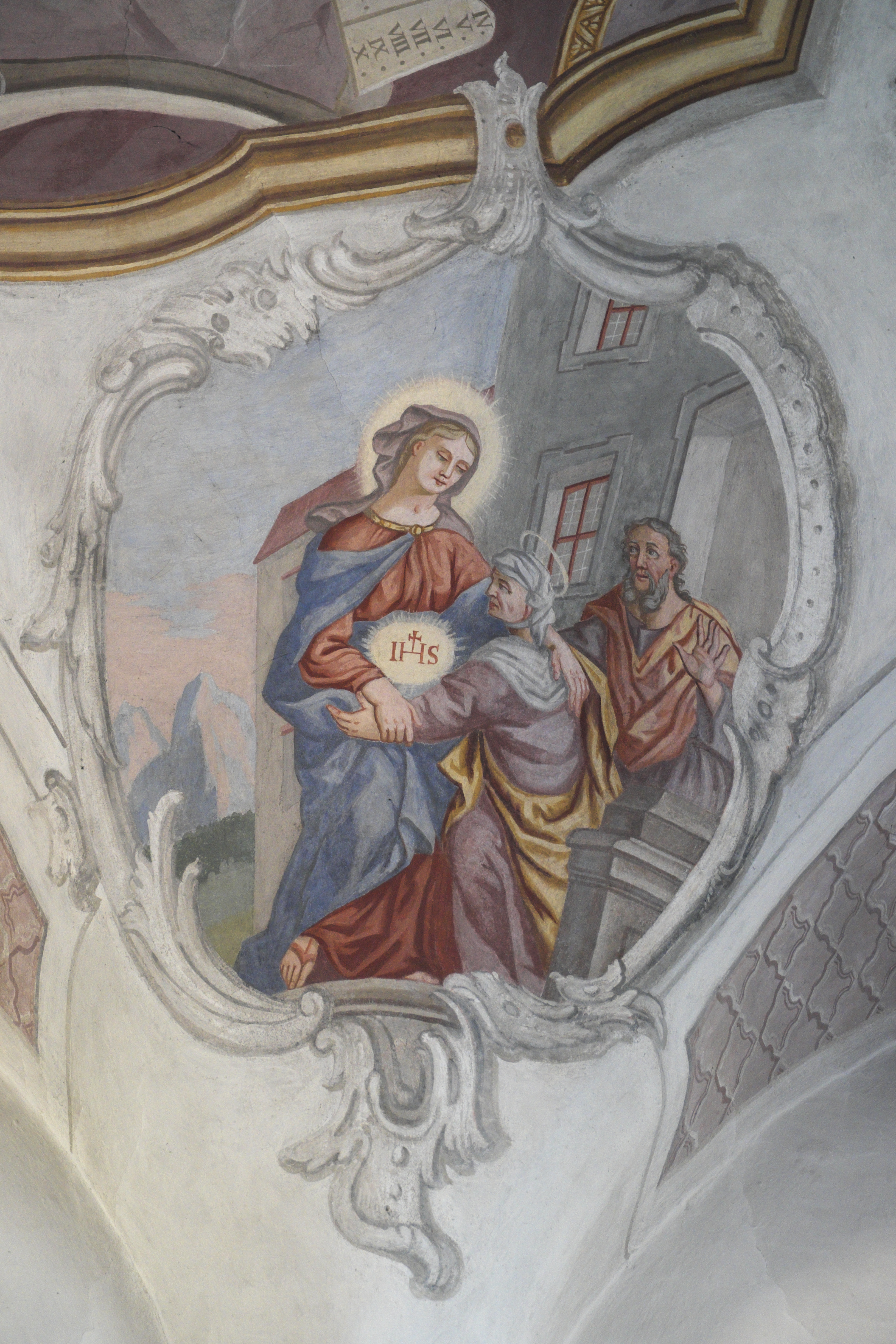
Mariä Heimsuchung
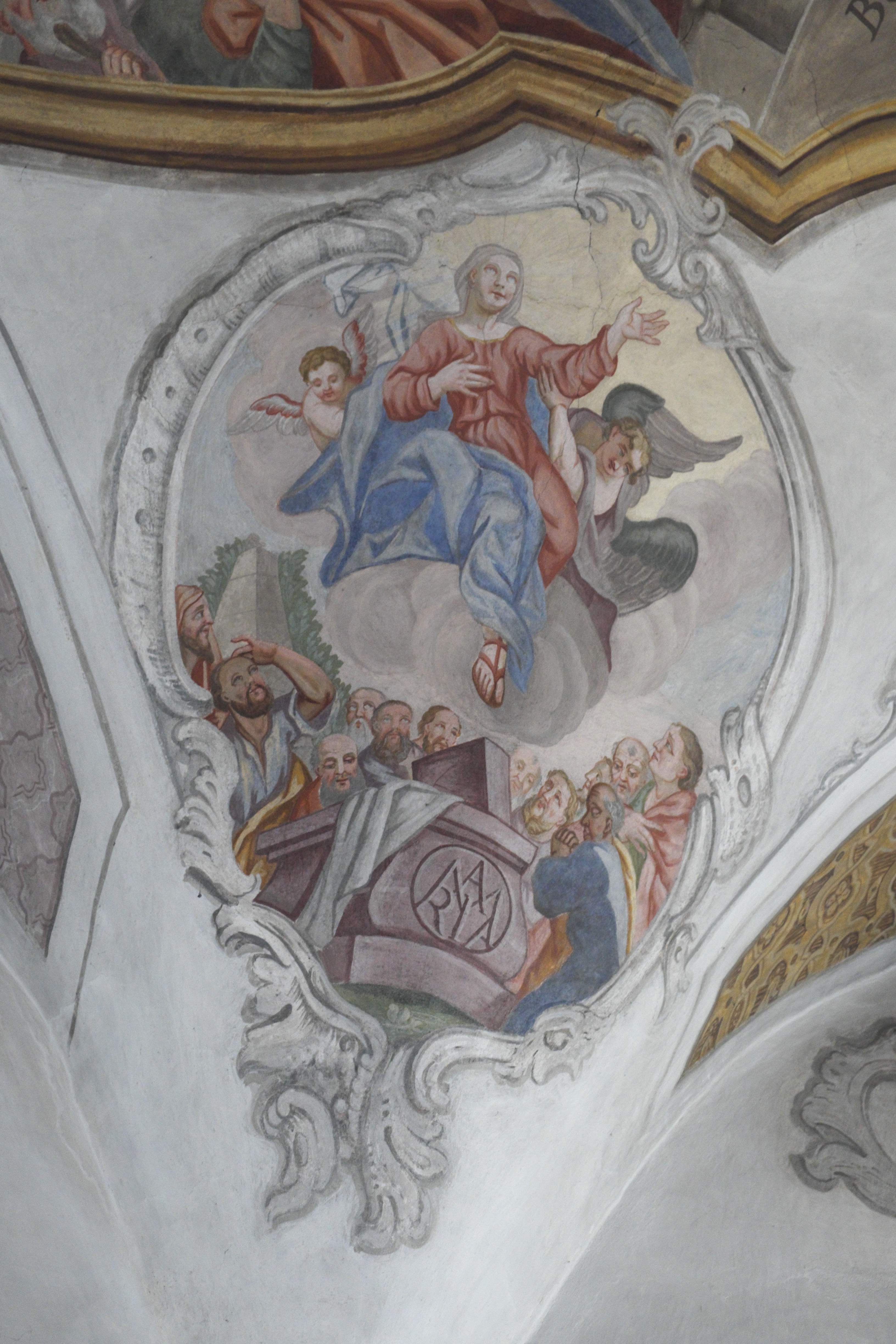
Mariä Himmelfahrt

## Mittelalterliche Wand- und Gewölbemalereien

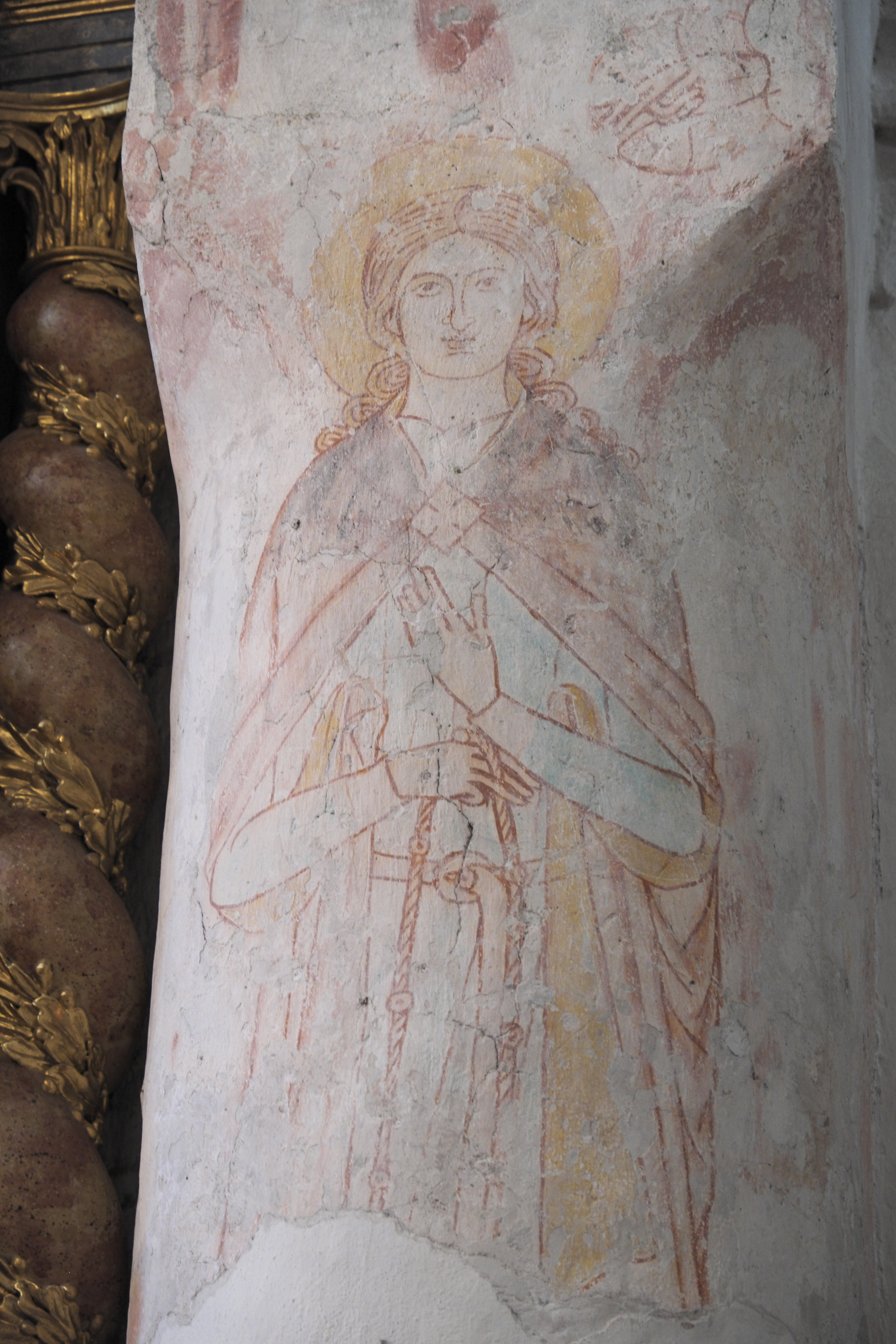
Elisabeth von Thüringen

1928 wurden an den Bogenlaibungen des Altarraumes romanische Malereien aus der Zeit um 1150 entdeckt und wieder freigelegt. Am Bogen zum nördlichen Chorumgang sind Engel dargestellt, dazwischen Paare von blauen Reihern, die aus vasenförmigen Gefäßen trinken. Am Bogen zum südlichen Chorumgang sieht man Paare weißer Tauben, von Vierpassmedaillons umgeben, die an Lebensbäumen picken. Die weibliche Heilige an einer Säule im südlichen Altarraum stellt vermutlich Elisabeth von Thüringen dar. Die Malerei, die in die Mitte des 13. Jahrhunderts datiert wird, weist bereits in die frühe Gotik.
Die 1961/62 entdeckten Fresken, die ebenfalls aus der Zeit um 1150 stammen und ursprünglich die Hochwand des Altarraums schmückten, sind nicht frei zugänglich, da sie sich heute im Dachboden der Kirche befinden.

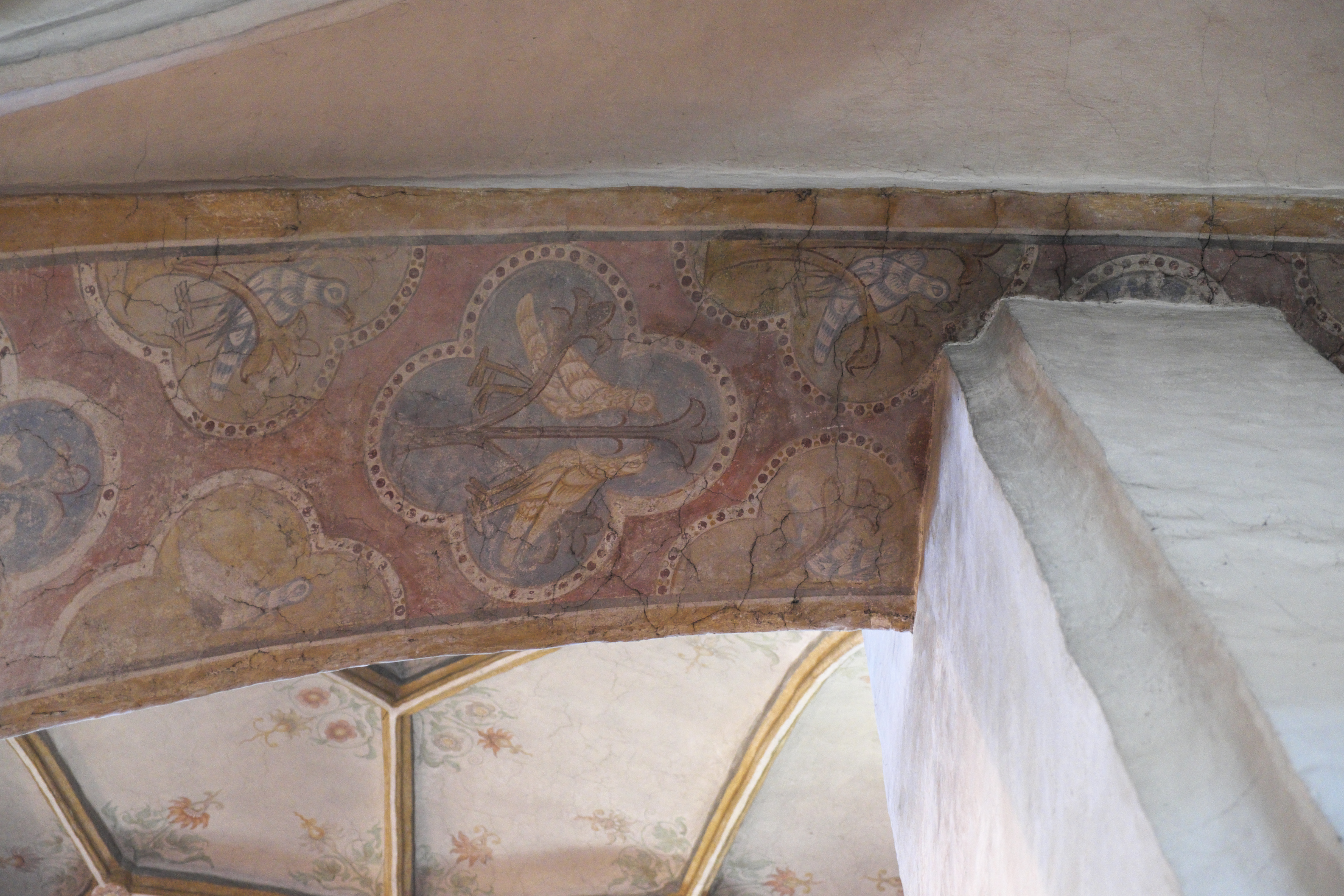
Taubenpaare in Vierpassmedaillons
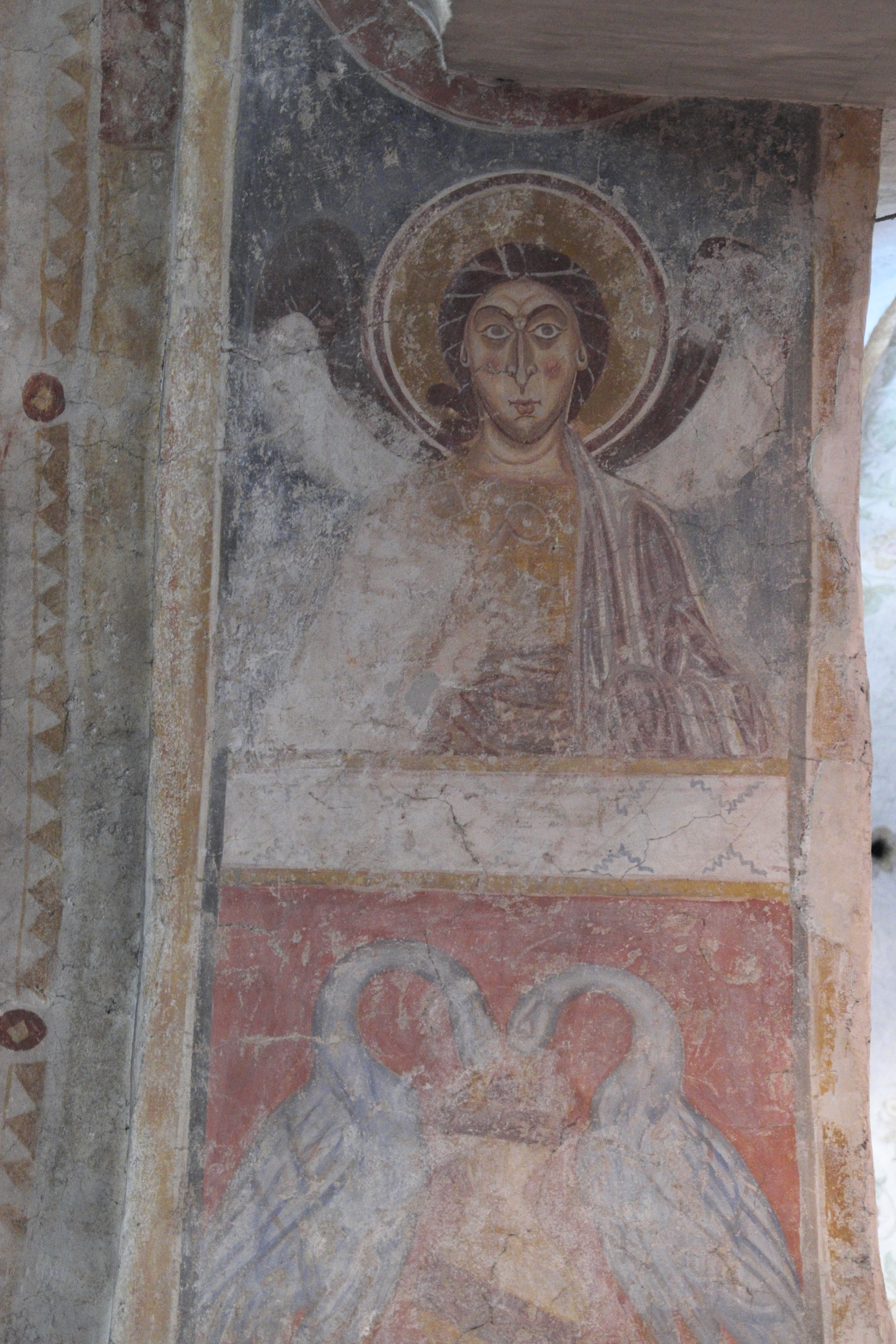
Engel und trinkende blaue Reiher
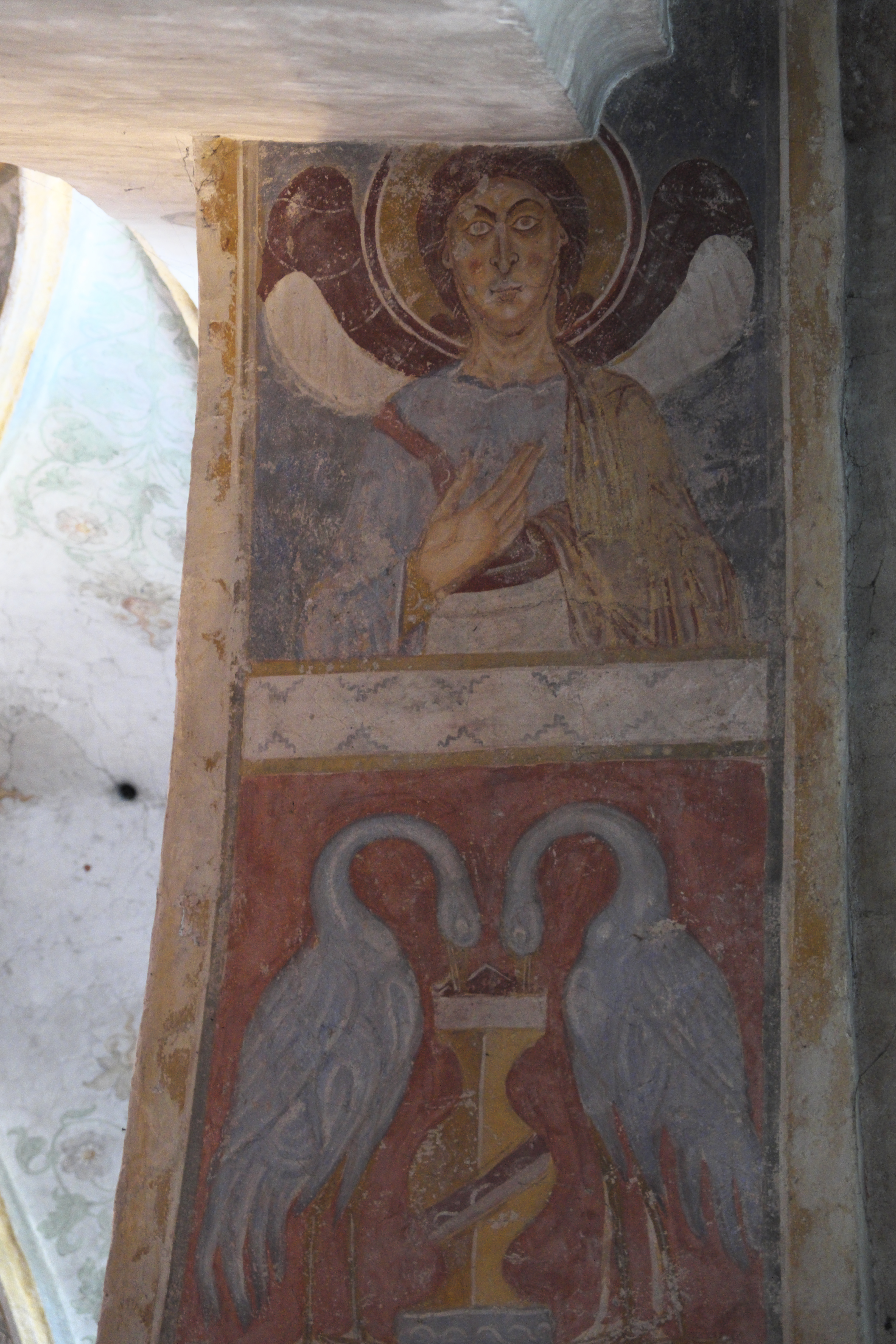
Engel und trinkende blaue Reiher

## Emporenbilder

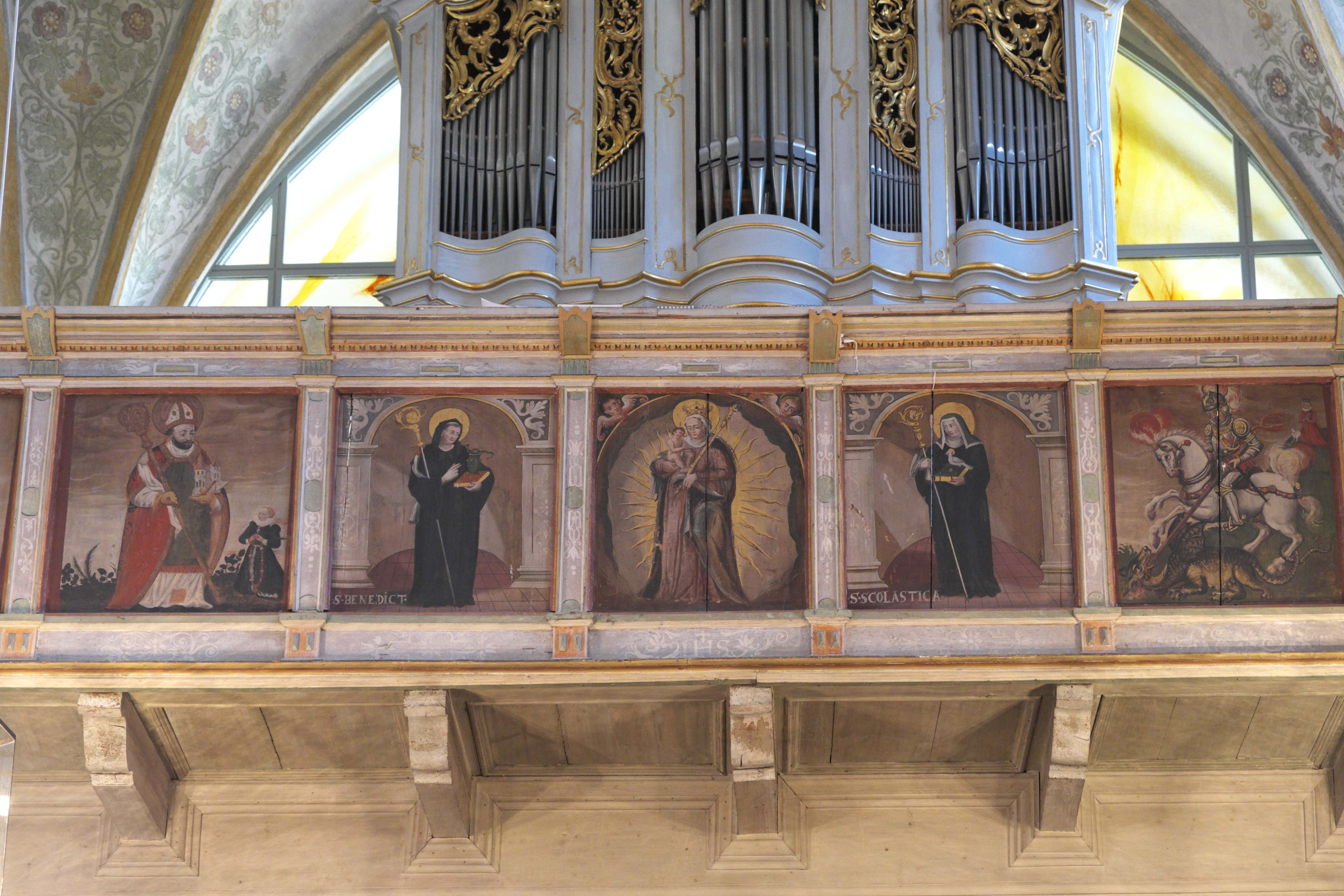
Emporenbilder

Der gemauerten Empore im westlichen Langhaus wurde um 1600 eine hölzerne Empore vorgesetzt. In ihrer Brüstung sind neun Gemälde aus der gleichen Zeit eingefügt. Sie stellen von links nach rechts dar: Johannes den Täufer, die heilige Ursula, den Salzburger Bischof Virgil mit einer Stifterin, den heiligen Benedikt von Nursia, eine Madonna mit Kind, die heilige Scholastika, den heiligen Georg im Kampf mit dem Drachen, König David, der auf der Harfe spielt, und einen Fürsten mit dem heiligen Laurentius.

## Taufbecken
Das spätgotische Taufbecken entstand um 1475. Fuß und Schale sind aus rotem Ruhpoldinger Marmor gearbeitet. Der achtseitige, pyramidenförmige Holzdeckel ist mit der Jahreszahl 1602 bezeichnet. Er trägt das Wappen der Äbtissin Sabina Preydorffer und ist mit Malereien versehen, die die Dreifaltigkeit und die sieben Sakramente darstellen. Die Spätrenaissancemalereien wurden vermutlich von Gregor Hueber aus Traunstein ausgeführt.

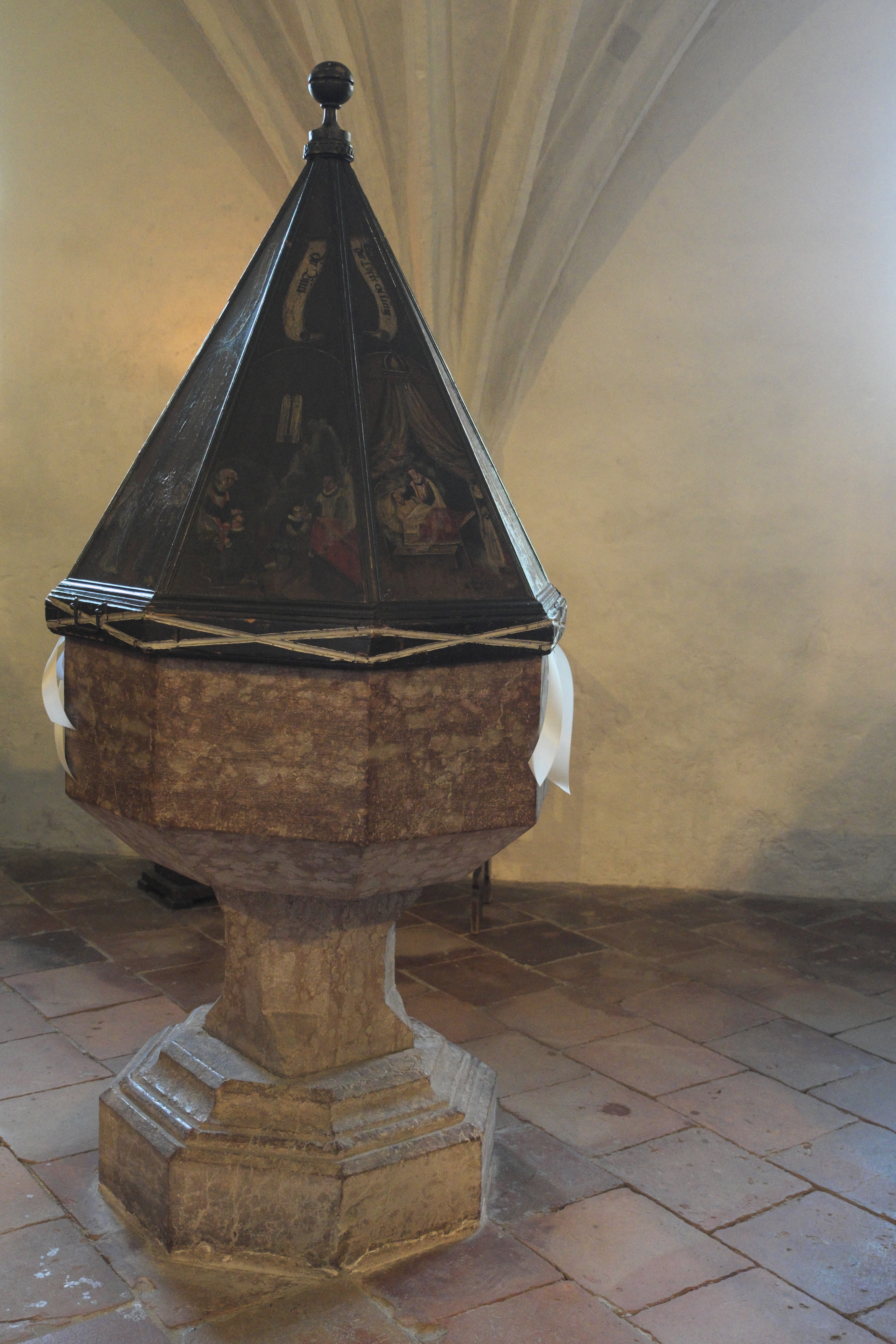
Taufbecken
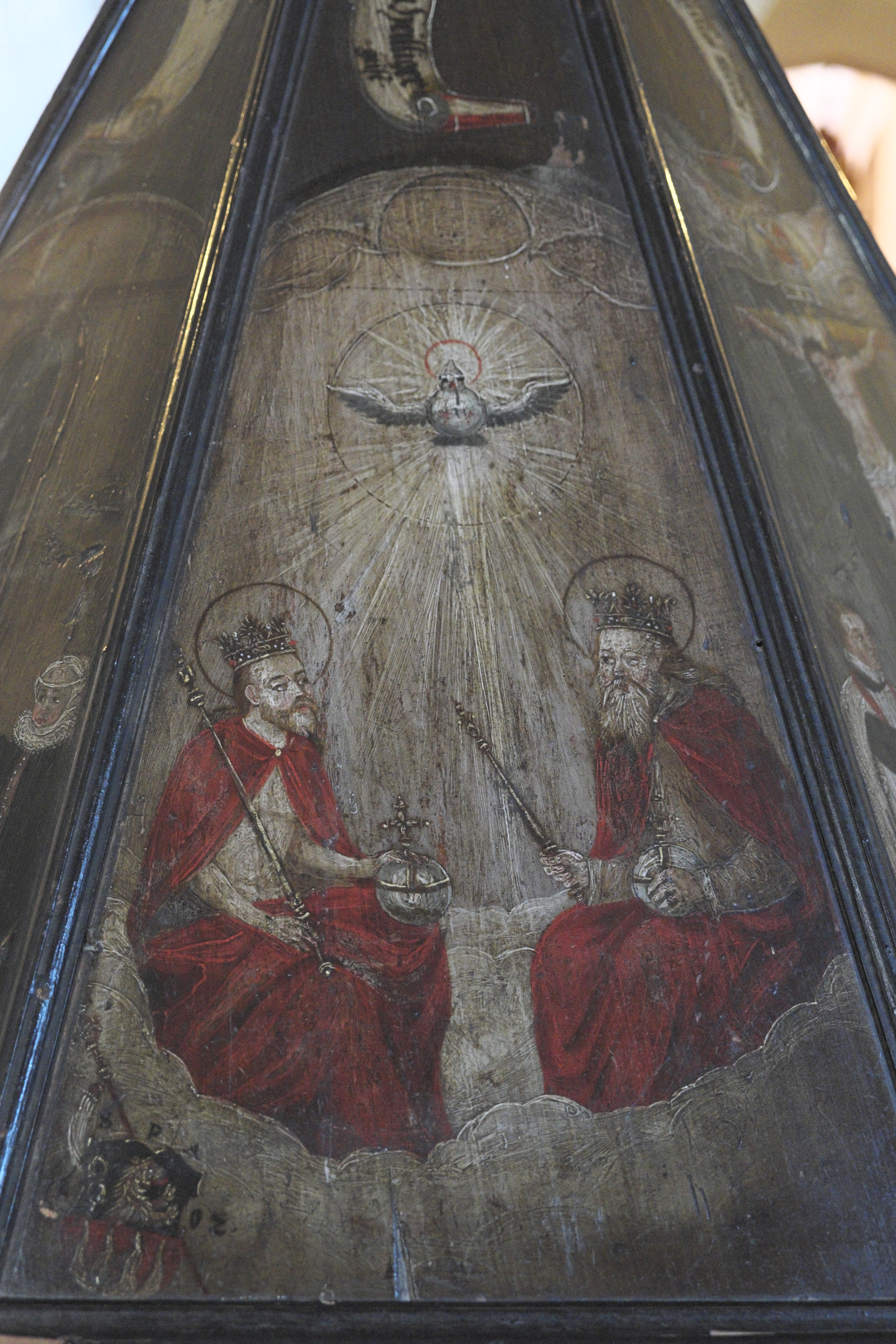
Holzdeckel mit Darstellung der Dreifaltigkeit und dem Wappen der Äbtissin Sabina Preydorffer
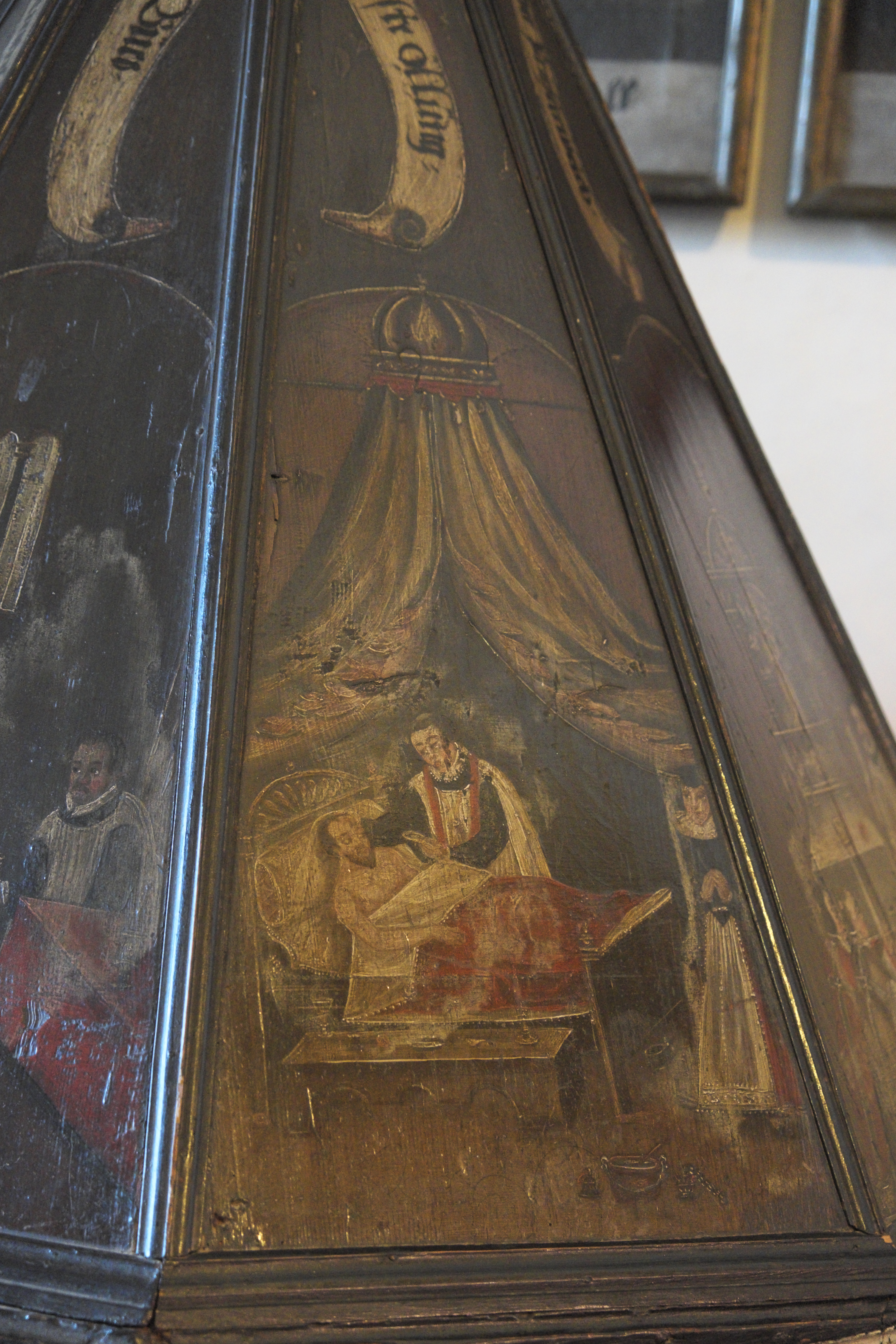
Sakrament der Krankensalbung
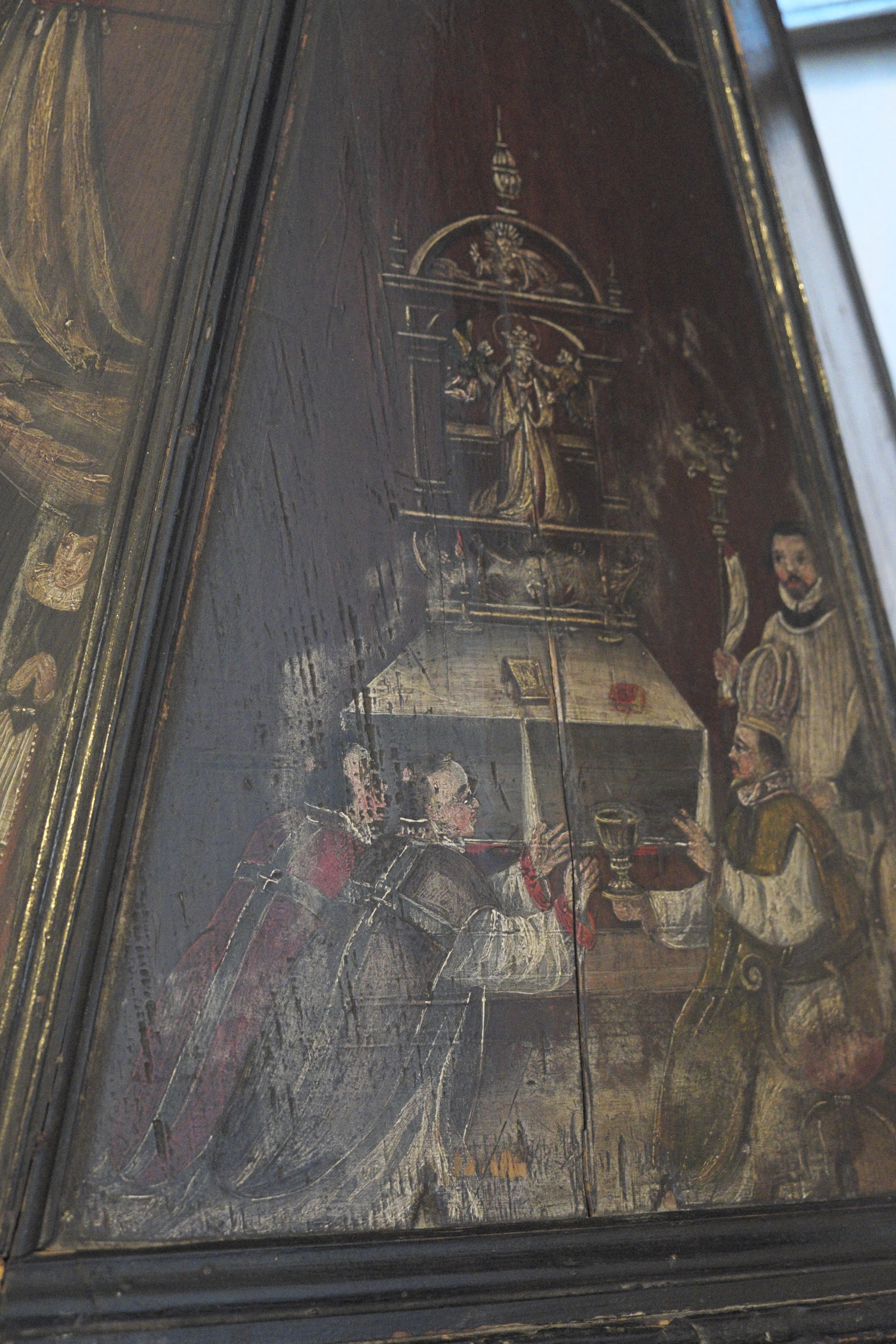
Sakrament der Priesterweihe

## Weitere Ausstattung
- Die Kanzel wurde 1661/62 angefertigt. Korpus und Schalldeckel sind mit aufwändigen Schnitzereien verziert.
- Das große Kruzifix gegenüber der Kanzel wird um 1614 datiert. Die mit einem Stoffumhang bekleidete Mater dolorosa stammt aus dem 18. Jahrhundert.
- Die Kirchenbänke im Stil der Spätrenaissance und des Rokoko wurden um 1655 bzw. um 1771 geschaffen.
- Die elf Altäre der Kirche besitzen noch ihre spätgotischen Mensen. Die holzgeschnitzten, barocken Aufbauten entstanden zwischen 1688 und 1702. Am Hochaltar stehen seitlich die überlebensgroßen Figuren des heiligen Benedikt, der die von ihm verfasste Ordensregel in der Hand hält, und der heiligen Scholastika mit ihren Attributen Äbtissinnenstab, Buch und Taube.

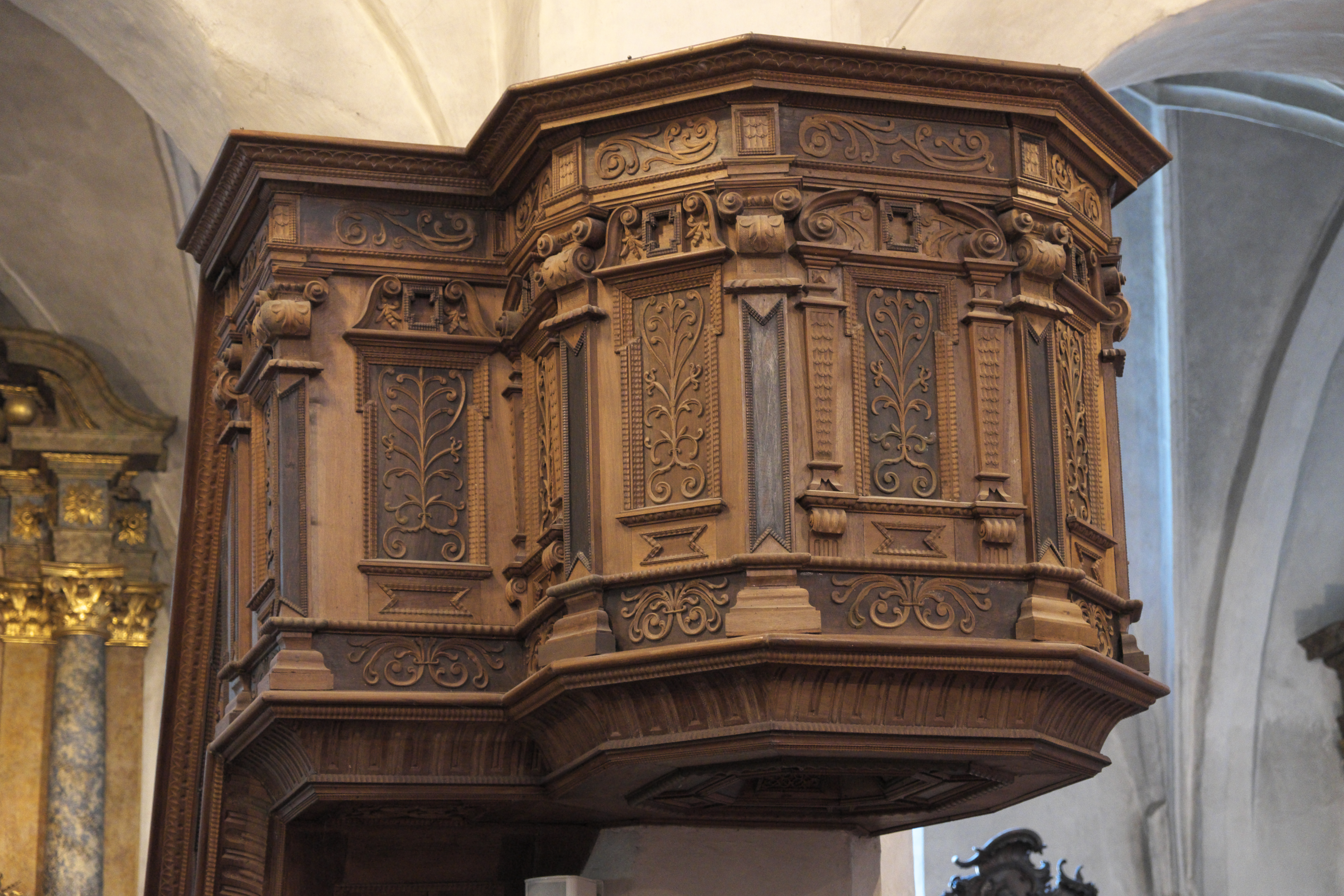
Kanzelkorpus
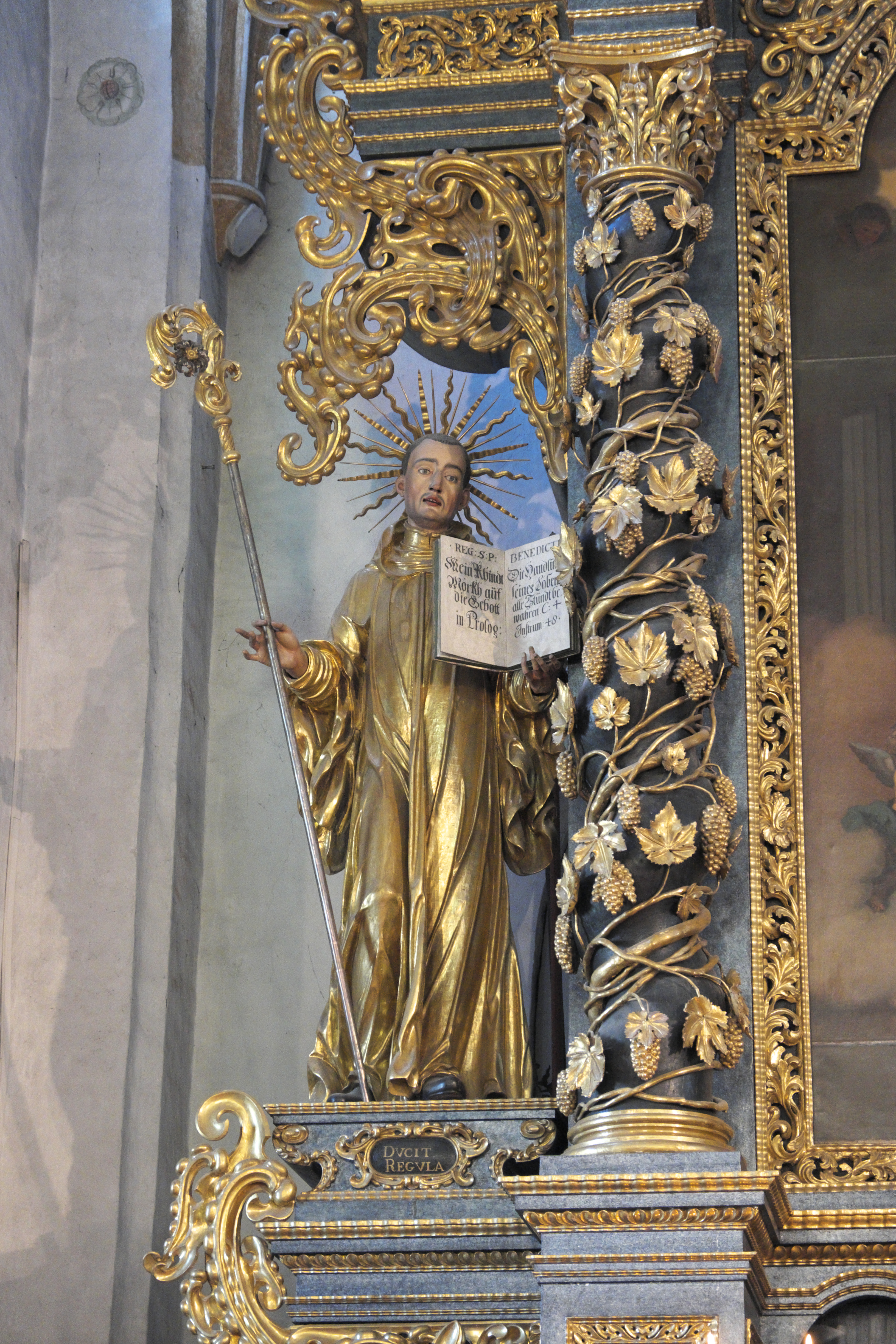
Hauptaltar, heiliger Benedikt
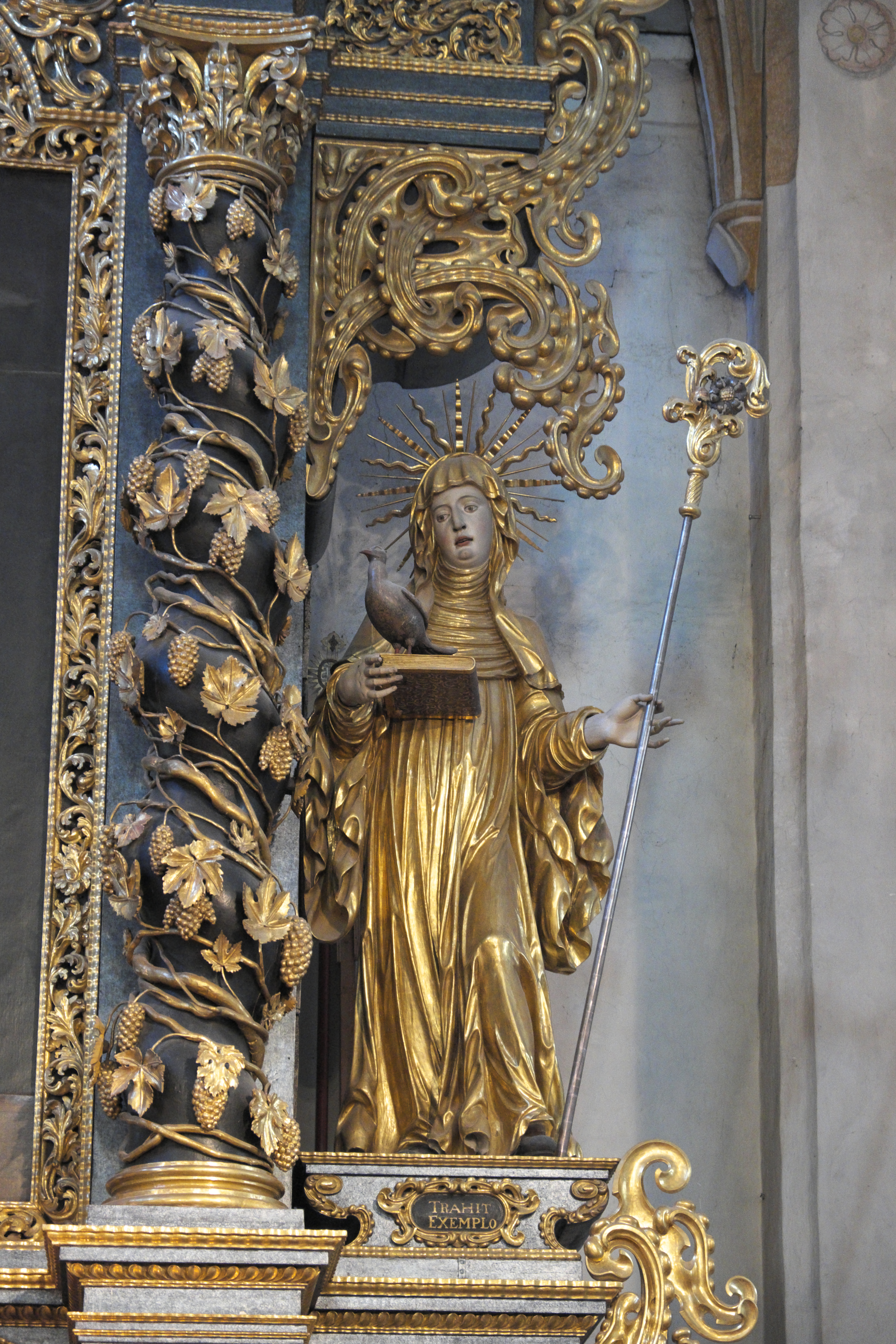
Hauptaltar, heilige Scholastika
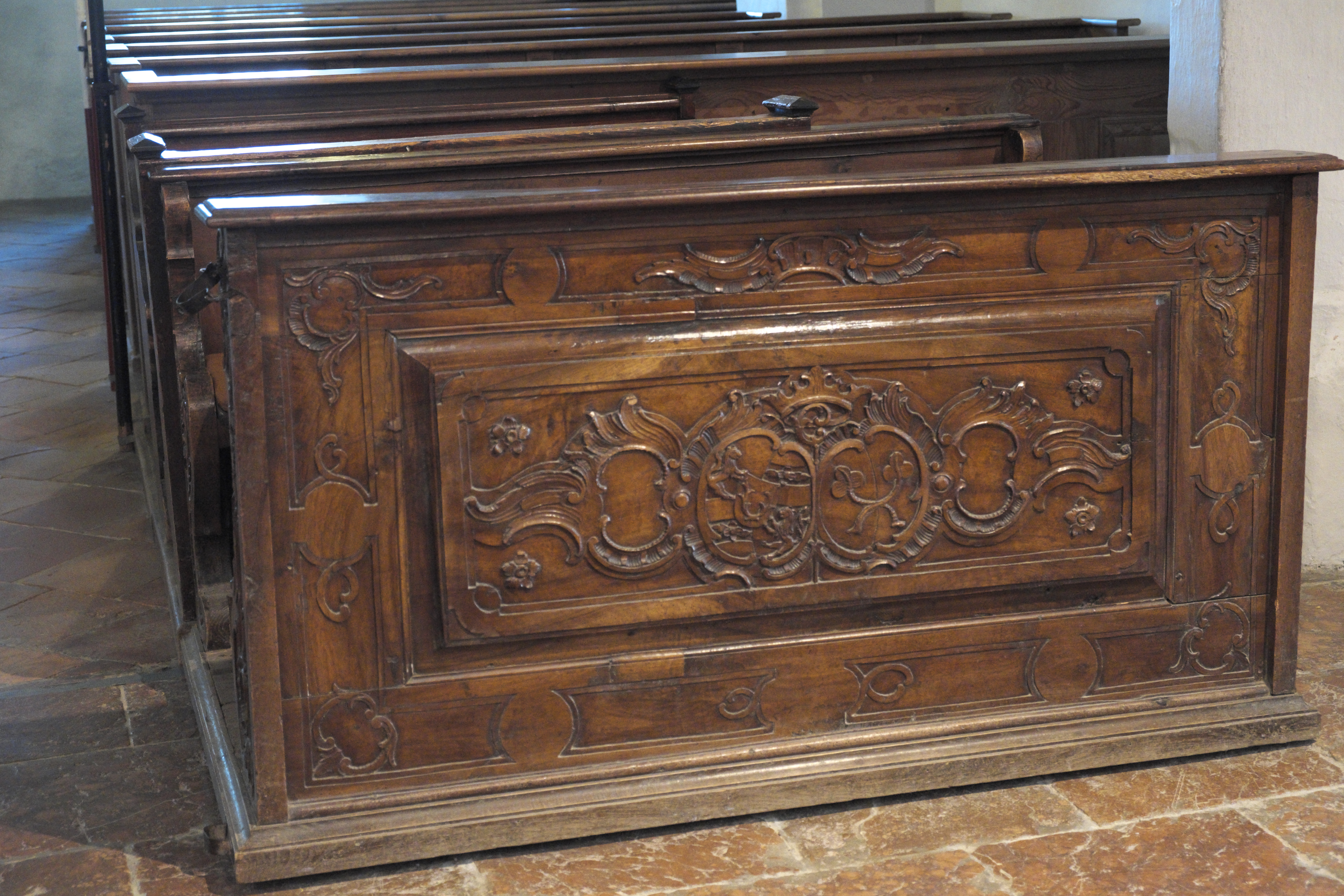
Kirchenbank im Stil des Rokoko

## Grabmäler
In der Vorhalle, in den Kapellen und im Kirchenraum sind zahlreiche Grabmäler, meist aus Rotmarmor, aus der Zeit zwischen dem späten 14. und der Mitte des 19. Jahrhunderts erhalten. Die Grabplatten und Epitaphien erinnern an die Äbtissinnen, an Klosterrichter und Adelsfamilien der Umgebung. Das Relief eines Epitaphs aus der Zeit um 1525 zeigt den Ritter Hanns Herzhaimer, umgeben von den Wappen seiner Familie, in Riefelharnisch gekleidet vor einer Madonna mit Kind kniend.
Vor dem Mittelpfeiler unter der Empore steht die Tumba der seligen Irmengard. Der Sarkophag aus rotem Marmor, der außen von einem bemalten Holzgehäuse umgeben ist, war im Jahr 1641 von der Äbtissin Magdalena Haidenbucher in Auftrag gegeben worden nach der 1631 erfolgten Öffnung des Grabes und der Erhebung der Gebeine der Seligen. Seit 1929 ruhen die Gebeine Irmengards im Unterbau des Altars in der nach ihr benannten unteren Chorscheitelkapelle.

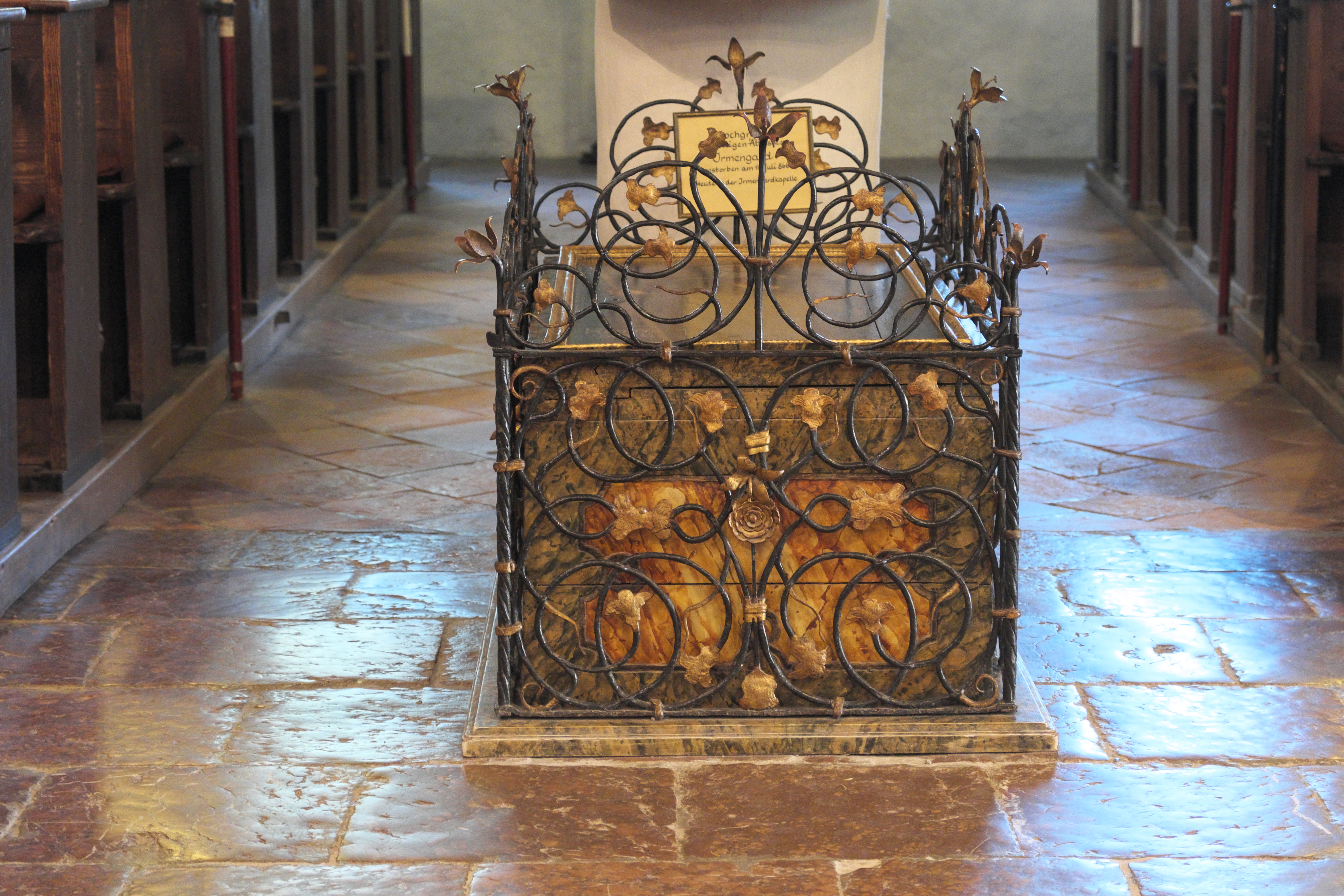
Tumba der seligen Irmengard
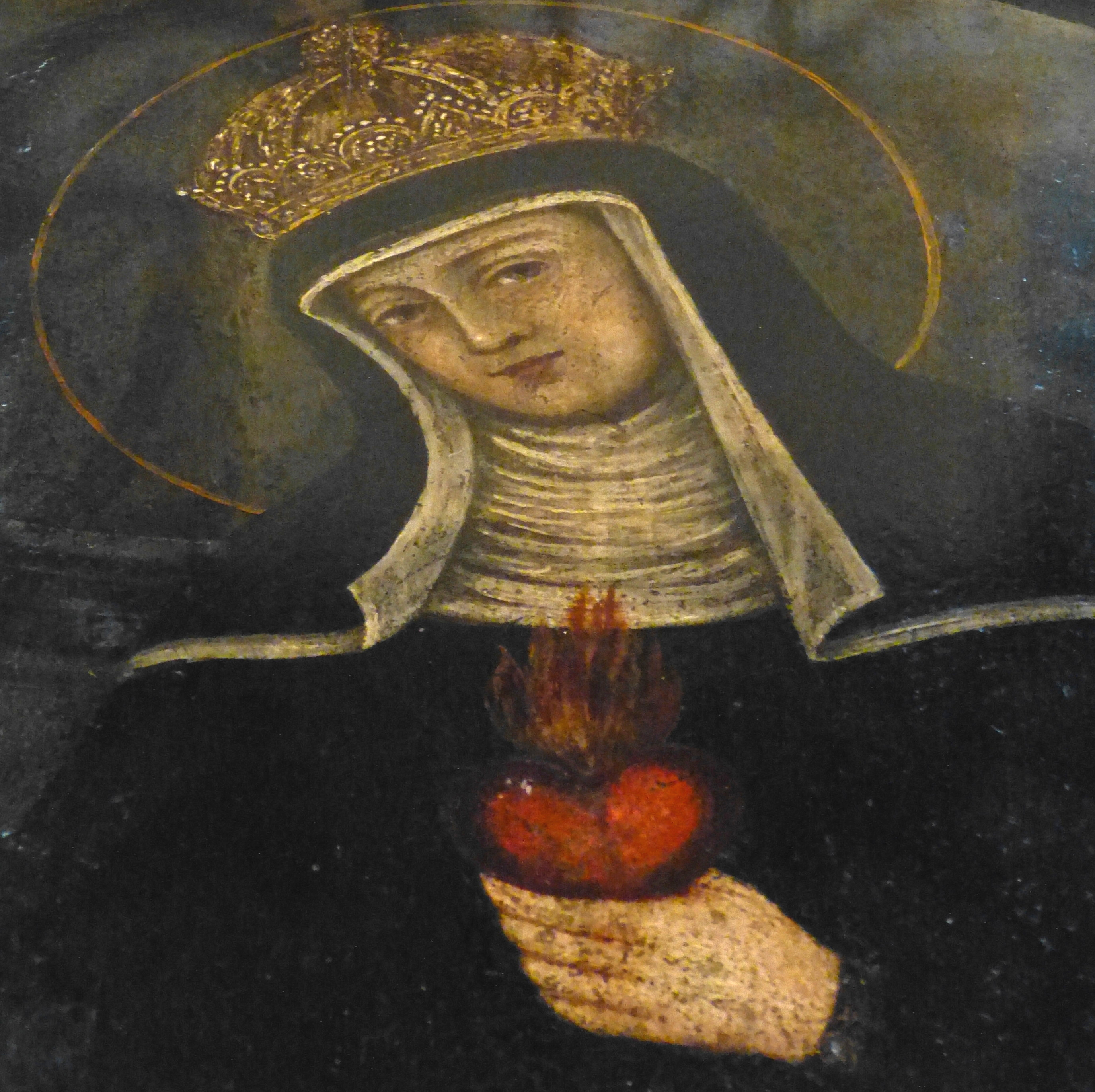
Porträt der seligen Irmengard auf ihrer Tumba

## Große Barockkrippe

### Entstehung
Aus den Tagebuchaufzeichnungen der damaligen Äbtissin Maria Magdalena Haidenbucher (1606–1650) ist zu entnehmen, dass sie bereits zur Weihnacht 1627, inmitten des Dreißigjährigen Krieges, eine Krippe in der Apostelkapelle, der heutigen Irmengard-Kapelle (untere Chorscheitelkapelle) aufstellen ließ. Sie lässt dazu eine schöne Hittn und einen Berg fertigen und zur Aufstellung den Altar entfernen. Über die Anschaffung der dazugehörenden Figuren wird in den akribisch geführten Tagebuchaufzeichnungen nichts gesagt.

„Anno Domini 1627. … Diseß Jar haben mir durch Ratt und Hilf unßers Ernannten Herrn Beichtvatterß und eines seines Mitconventualen Bei S. Veicht pater Wilhelmb Volkhamb der Zeit Capplan Alhie gewöst ein schöne Weinacht hitten und Berg in der 12 potten Capeln Auf die H. Weinachtliche Zeit aufrichten lassen und den Althar dise Zeit Abhöben lassen Beii wölchem das gemaine Volkh däglich grosse Andacht erzaigt und ihrem Vermögen nach zimblicher massen darzue geopffert haben.“

M. Gertrudis [Kudelko] OSB, Frauenchiemsee: Aus dem Tagebuch der Äbtissin Magdalena Haidenbucher (Frauenchiemsee). In: Maurus Kinter, Abtei Raigern (Hrsg.): Studien und Mitteilungen aus dem Benediktiner- und Cistercienserorden. Band 28. Selbstverlag der Benediktiner- und Cistercienser-Orden; Druck der Raigerner päpstlichen Benediktiner-Buchdruckerei, Brünn 1907, S. 387–388.

### Beschreibung

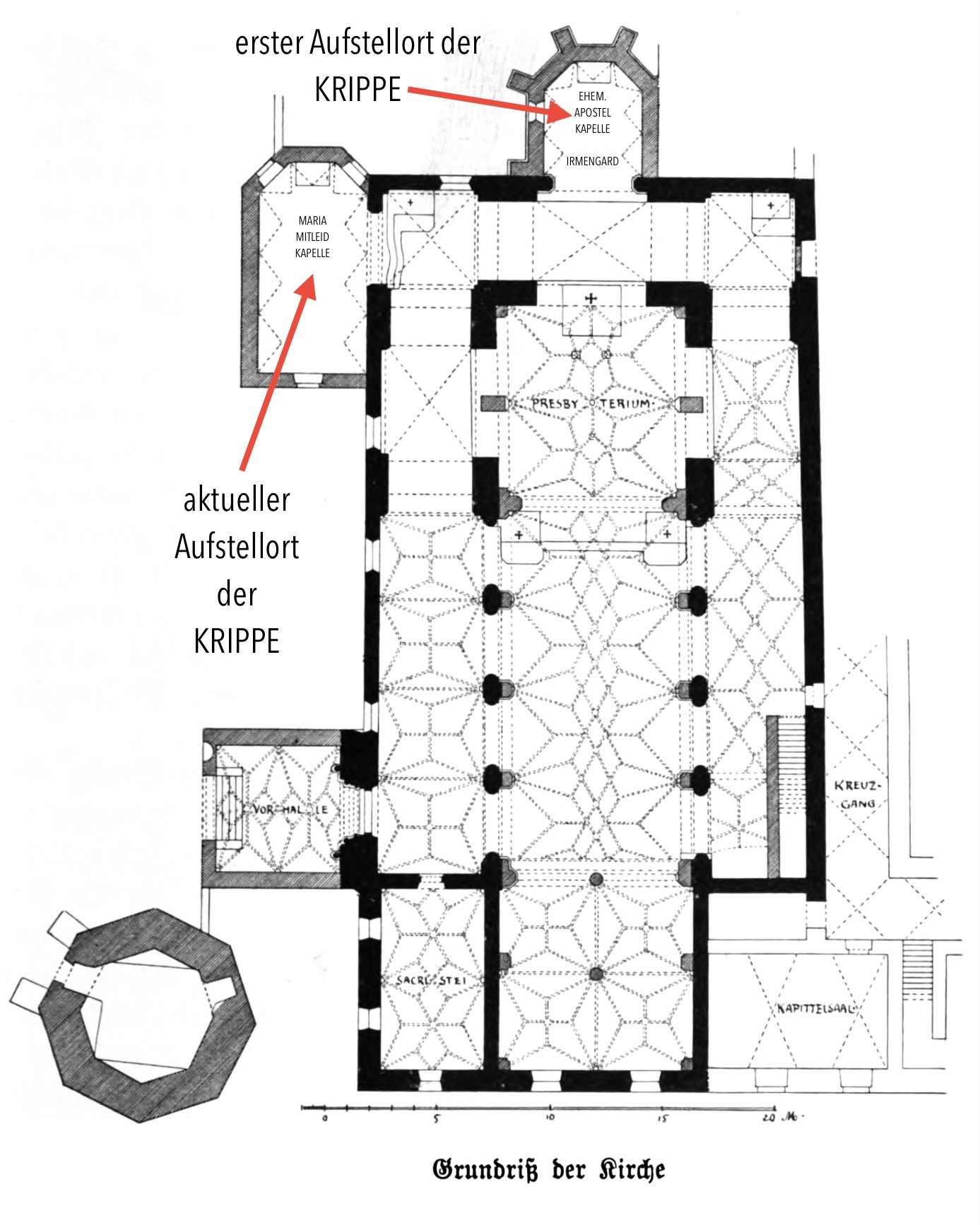
Barockkrippe, Krippenstandorte

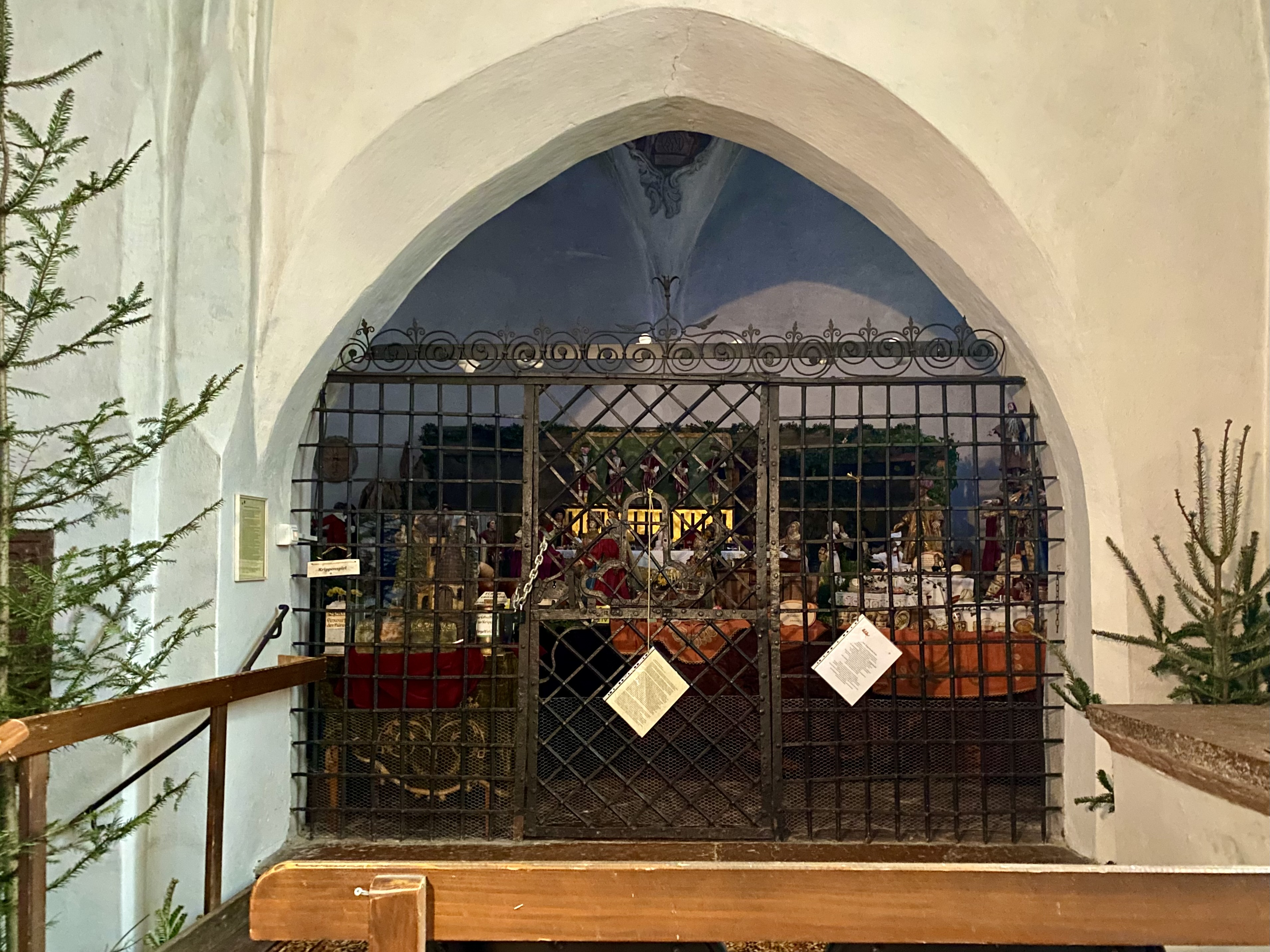
Barockkrippe, Aufbau in der Maria-Mitleid-Kapelle mit Besucherpodest

Von dieser ersten Krippe sind bis heute die Figuren Maria und Josef, das tanzende Jesulein sowie drei Hirten, vier Propheten und drei Engel erhalten geblieben. Die übrigen zahllosen Figuren kamen später hinzu. Die älteste Krippe des süddeutschen Raums besitzt drei Szenen: die Geburt Christi, die Anbetung der Könige und die Hochzeit von Kana, wobei letztere nur alle drei Jahre aufgestellt wird.
Die höchst qualitätvollen Skulpturen, die im Schnitt 50 cm groß, einzelne sind bis zu 80 cm groß. Sie wurden aus Holz geschnitzt und farbig gefasst. Die Figuren tragen prächtige, seidene Gewänder oder Umhänge aus Fell, ihre Häupter werden von feinen, bestickten Kappen oder Schleiern bedeckt. Die Kleider und die Stickarbeiten wurden sicherlich zu jeder Zeit von den Nonnen gefertigt, und so ist es auch heute die Krippenschwester von Frauenwörth, die jedes Jahr diese großartigen Darstellungen in eine weitläufige, naturgetreue Landschaft einbettet.
Eine Besonderheit ist das tanzende Jesulein von Frauenwörth, das zur Huldigung durch die Könige erscheint und ihnen mit erhobenen Armen den Segensgestus zeigt. In den 1980er Jahren wurden die Figuren umfassend restauriert.
Die Krippe wird in der nördlich am Chorumgang angebauten Maria-Mitleid-Kapelle aufgebaut.

### Dargestellte Szenen

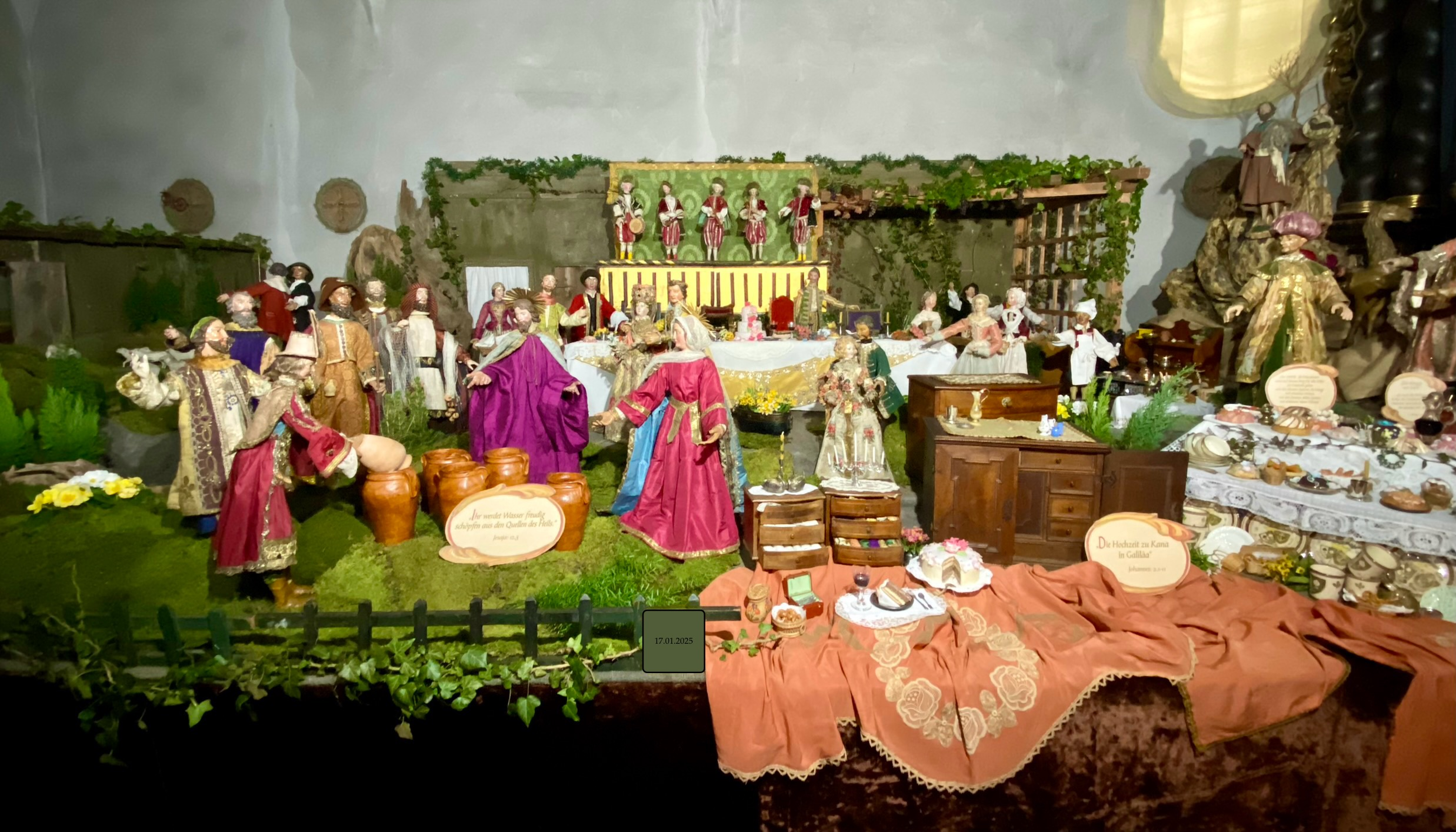
Barockkrippe, Hochzeit zu Kana

- Geburt Christi
- Erscheinung des Herrn
- Hochzeit zu Kana

Krippenzeiten für die Große Barockkrippe im Münster
- Weihnachtsszene und Erscheinung des Herrn, ab 24. Dezember, Heiligabend bis Ende Januar.
- Hochzeit zu Kana, nur alle drei Jahre, im Lesejahr C wird die prunkvolle Darstellung der Hochzeit zu Kana ab Mitte Januar bis Anfang Februar aufgestellt.[9]

## Äbtissinnengang
In den Jahren zwischen 1726 und 1730 wurde an das südliche Seitenschiff der sogenannte Äbtissinnengang angebaut. Sein Name bezieht sich auf die Porträts der Äbtissinnen, die um 1600 unter der Äbtissin Sabina Preydorffer begonnen wurden und die an den Wänden angebracht sind. Neben neun Tafeln mit historischen Inschriften werden auch zahlreiche Grabplatten von Äbtissinnen hier aufbewahrt. Ein seltenes Beispiel romanischer Tafelmalerei stellt das auf Holz gemalte Kreuz aus dem frühen 13. Jahrhundert dar, das 1536 übermalt wurde.

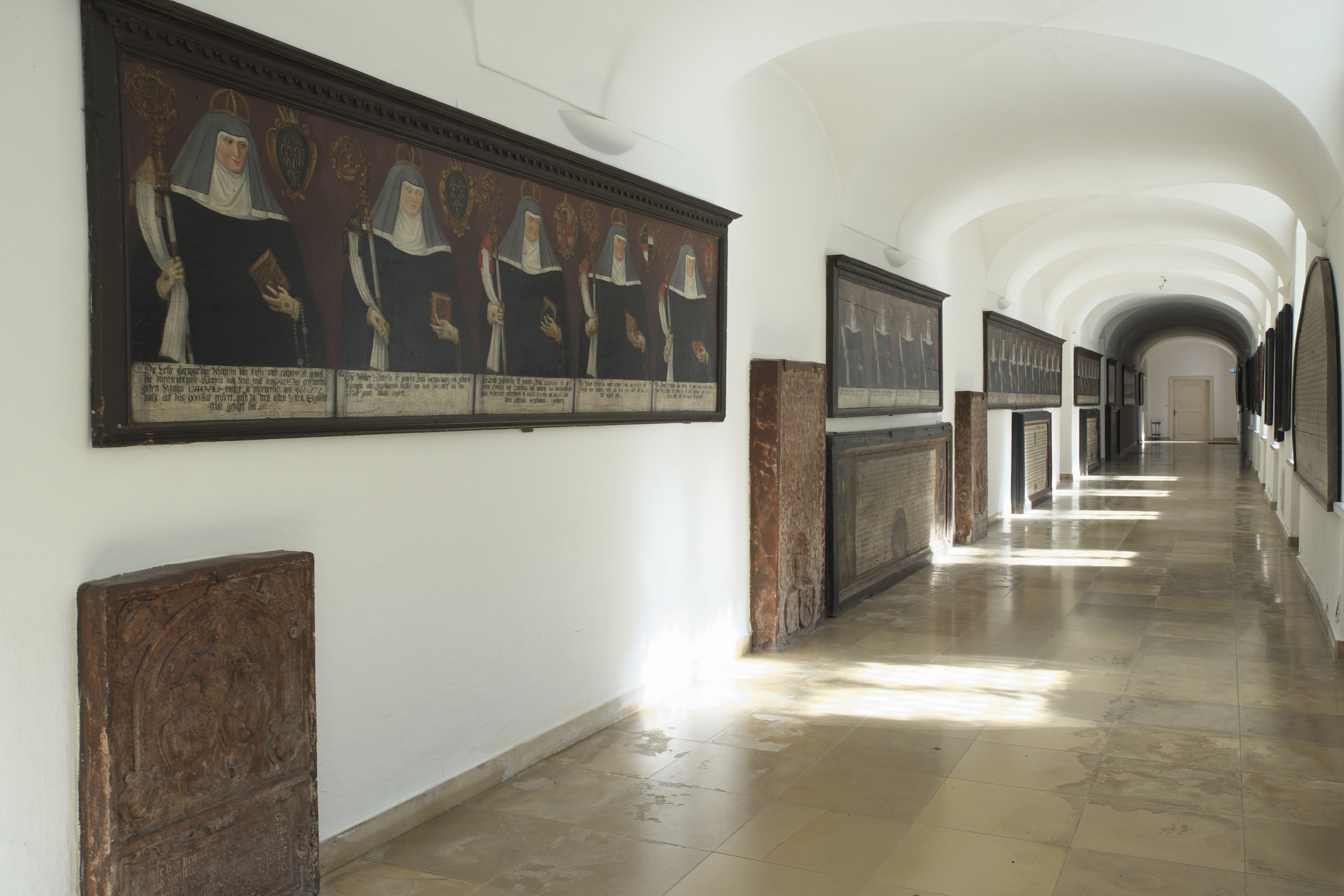
Äbtissinnengang
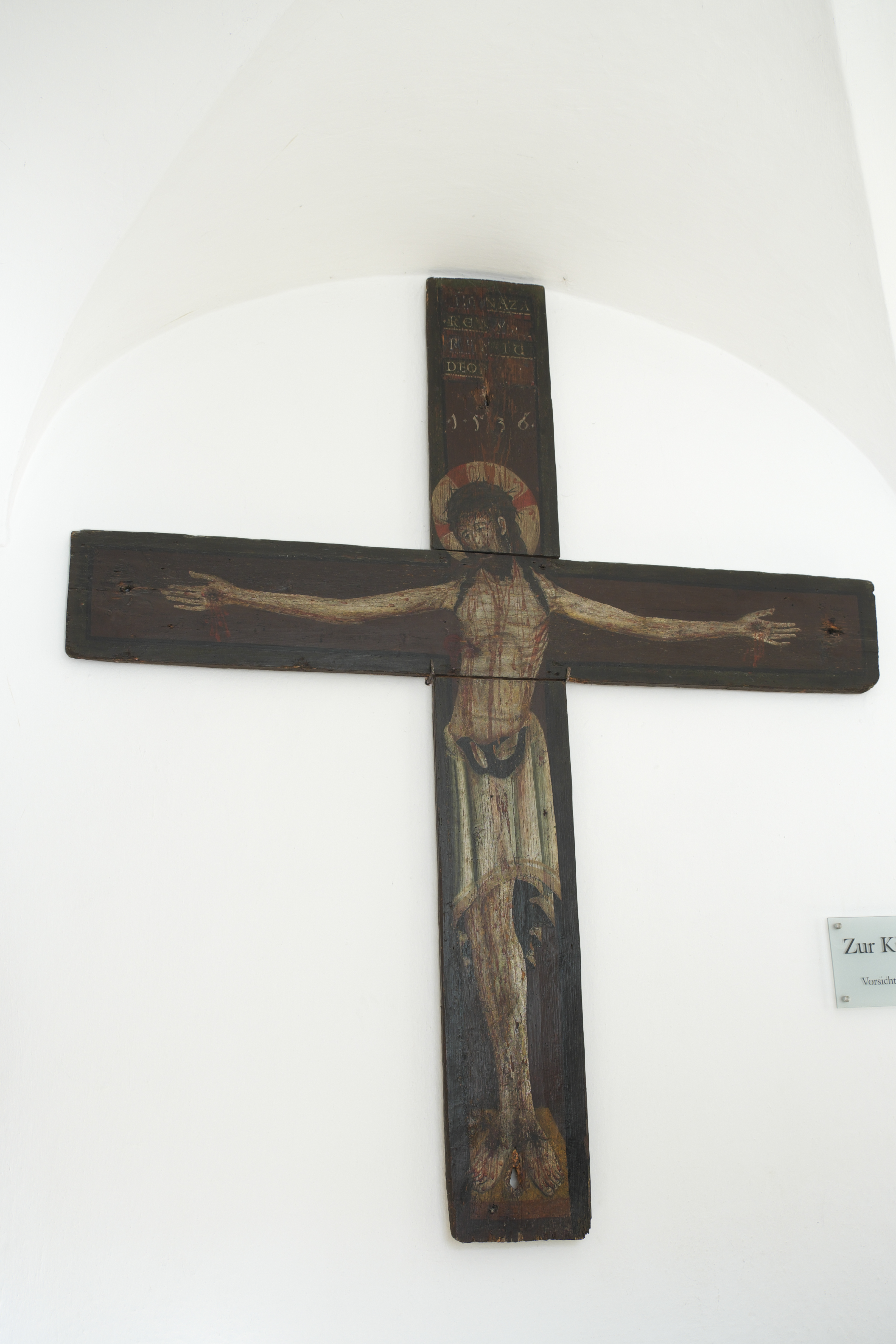
Kreuz

## Orgel

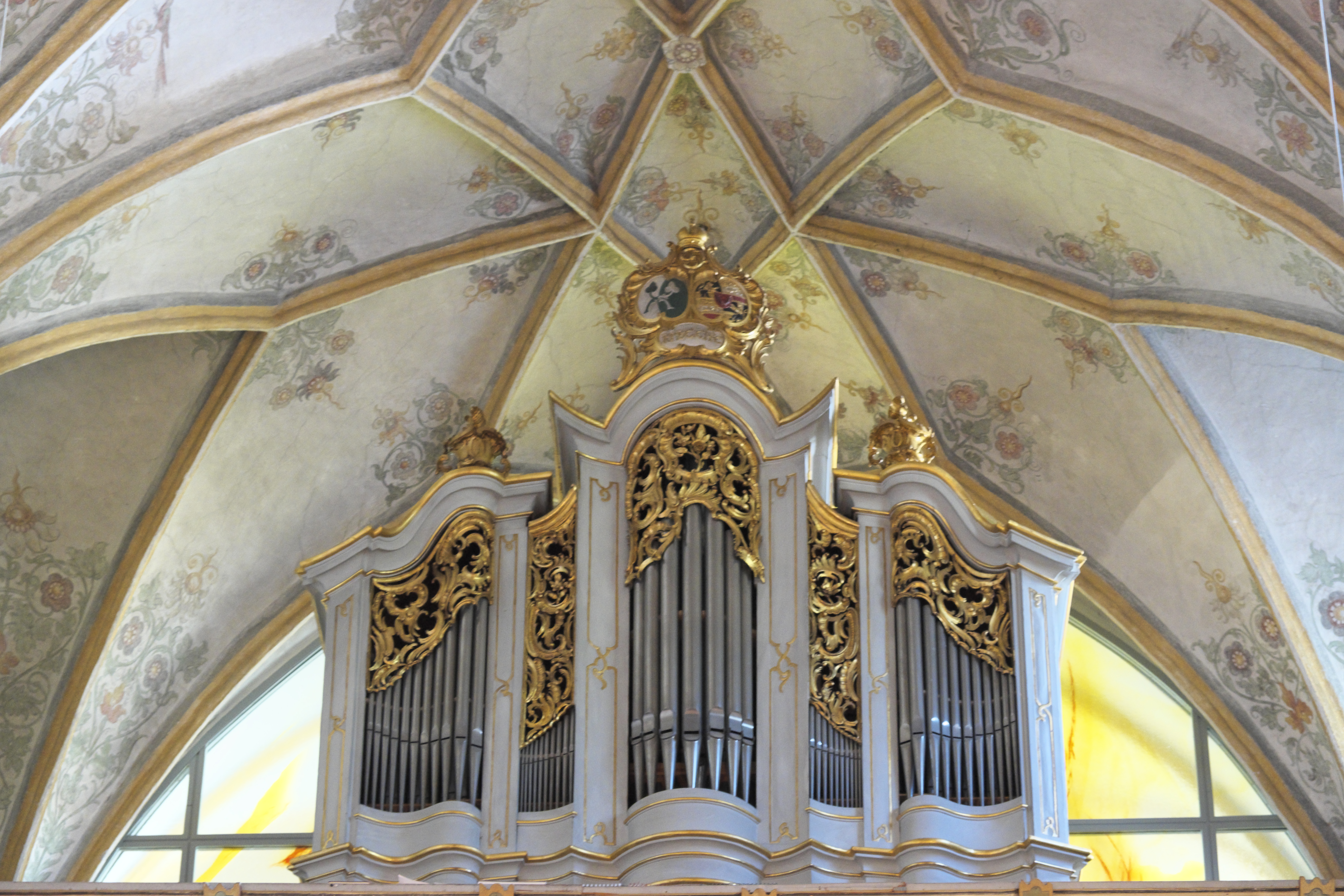
Orgel

Der reichgeschnitzte Orgelprospekt im Stil des Rokoko stammt aus dem Jahr 1774 und geht auf ein Instrument aus der Münchner Werkstatt von Anton Bayr zurück. Die heutige Orgel wurde im Jahr 1980 von der Firma Orgelbau Sandtner in Dillingen an der Donau eingebaut. Sie hat 19 Register auf zwei Manualen und Pedal. Die Disposition lautet:
| I Manual     |       |
| Principal    | 8′    |
| Spitzgedeckt | 8′    |
| Oktave       | 4′    |
| Nachthorn    | 4′    |
| Feldpfeife   | 2′    |
| Mixtur       | 1 ⁄3′ |
| Trompete     | 8′    |
| Tremulant    |       |

| II Manual      |       |
| Copel          | 8′    |
| Spitzflöte     | 4′    |
| Sesquialter II |       |
| Principal      | 2′    |
| Sifflöte       | 1 ⁄3′ |
| Scharff        | 2/3′  |
| Vox humana     | 8′    |
| Tremulant      |       |

| Pedal     |         |
| Subbass   | 16′     |
| Offenbass | 8′      |
| Piffaro   | 4′ + 2′ |
| Fagott    | 16′     |

- Koppeln: II/I, II/P, I/P
- Spielhilfen: Pleno
- Bemerkungen: Schleiflade, mechanische Spiel- und Registertraktur, Spieltisch in Schrank eingelassen